# Alfombras orientales en la pintura renacentista
Alfombras orientales en la pintura renacentista son las alfombras procedentes del Oriente Medio, ya sea de Anatolia, Persia, Armenia, Azerbaiyán, el Levante, como el estado mameluco de Egipto o el norte de África, que se utilizaron como elementos decorativos en las pinturas de Europa occidental desde el siglo XIV en adelante.

## Antecedentes históricos del arte

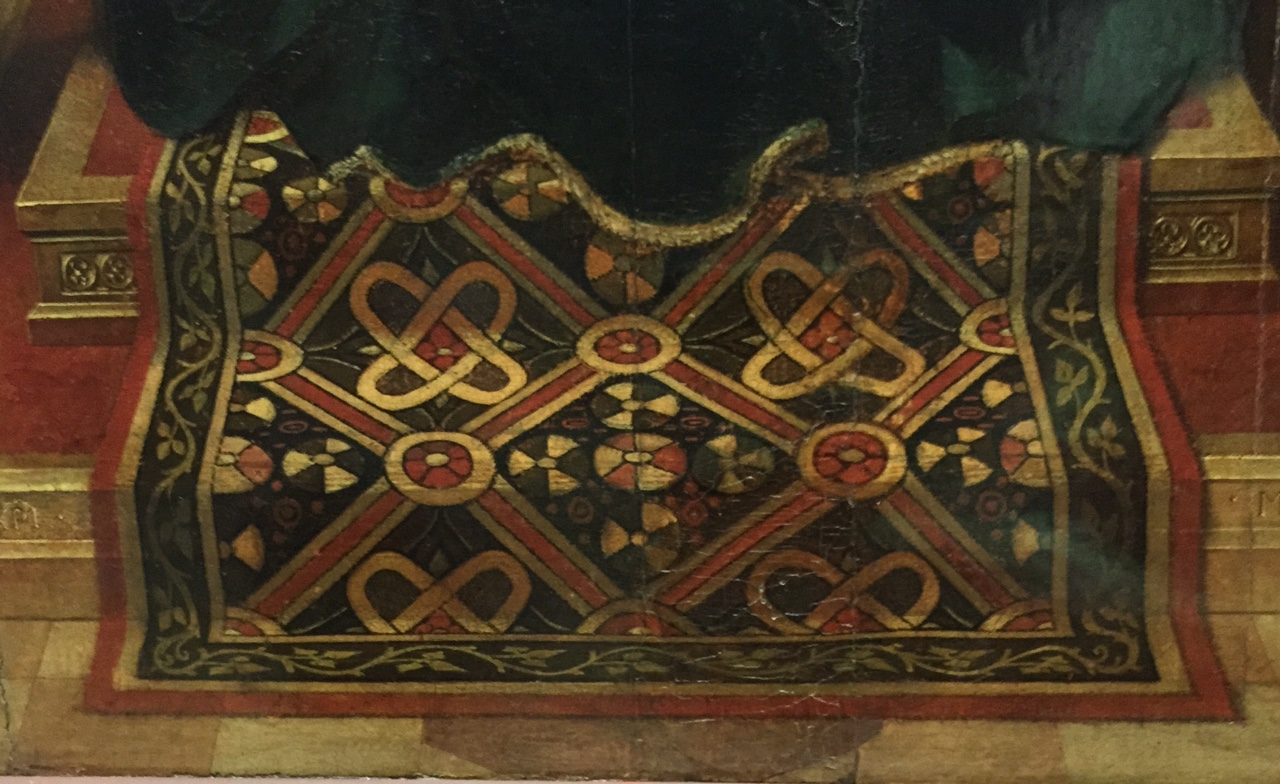
Petrus Christus, Virgen con el Niño y los santos Jerónimo y Francisco (detalle), 1457, con una representación realista de una alfombra tejida de pelo. Städel Museo, Frankfurt

Jan van Eyck, Madonna Lucca (detalle), circa 1430. Städel Museo, Fráncfort del Meno

Las actividades de científicos y coleccionistas que comenzaron a fines del siglo XIX han aumentado sustancialmente el corpus de alfombras orientales sobrevivientes, permitiendo una comparación más detallada de las alfombras existentes con sus contrapartes pintadas. La investigación comparativa occidental resultó en una historia cultural cada vez más detallada del arte oriental del tejido de alfombras. Esto a su vez ha renovado e inspirado el interés científico en sus países de origen. La investigación comparativa basada en pinturas y alfombras renacentistas conservadas en museos y colecciones continúa contribuyendo a la expansión de los conocimientos históricos y culturales de ese arte.
La tradición del realismo preciso entre los pintores occidentales del siglo XV y XVI proporciona material pictórico que a menudo es lo suficientemente detallado como para justificar conclusiones acerca de incluso los detalles más minuciosos de la alfombra pintada. Las alfombras se tratan con especial cuidado en la representación de colores, diseños y detalles de forma y diseño: la textura pintada de una alfombra representada en La Virgen y el Niño de Petrus Christus, el dibujo de los patrones y motivos individuales, y la forma en que la pila se abre donde la alfombra está doblada sobre los escalones, todos sugieren que la tela representada es una alfombra tejida con pelo.
Visualmente, las alfombras servían para llamar la atención ya sea sobre una figura importante, o para resaltar un lugar donde se está llevando a cabo una acción significativa. Paralelamente al desarrollo de la pintura gótica, las alfombras se colocaban inicialmente bajo santos cristianos y escenas religiosas. Más tarde, las alfombras se integraron en contextos seculares, pero siempre sirvieron para representar la idea de opulencia, exotismo, lujo, riqueza o estatus. Su uso estaba entonces reservado para los más poderosos y ricos, la realeza y la nobleza. Más tarde, a medida que más personas se enriquecían lo suficiente para comprar artículos de lujo, aparecían alfombras orientales en los retratos de mercaderes y burgueses ricos. Desde finales del siglo XVII y en el siglo XVIII, el interés en representar alfombras disminuyó. En paralelo, las pinturas también prestan menos atención a los detalles.
Las alfombras orientales ricamente diseñadas interesaron fuertemente a los pintores occidentales. Sus ricos y diversos colores pueden haber influido en los grandes pintores venecianos del Quattrocento. Se ha sugerido que la representación pictórica de las alfombras está vinculada al desarrollo de la perspectiva lineal, que fue descrita por primera vez por Leon Battista Alberti en 1435.
La representación de alfombras orientales en pinturas renacentistas se considera una contribución importante a una «historia del arte mundial», basada en las interacciones de las diferentes tradiciones culturales. Alfombras procedentes del mundo islámico llegaron en gran número a Europa occidental en el siglo XV, lo que se reconoce cada vez más como un nexo temporal fundamental en los encuentros culturales que contribuyeron al desarrollo de las ideas del Renacimiento, las artes y las ciencias. Los contactos intensificados, especialmente el creciente comercio entre el mundo islámico y Europa occidental, proporcionaron fuentes materiales e influencias estilísticas en los artistas occidentales durante los próximos siglos. A su vez, las demandas del mercado europeo también afectaron la producción de alfombras en sus países de origen.

## Origen y limitaciones del enfoque comparativo
En 1871, Julius Lessing publicó su libro sobre diseño de alfombras orientales. Él confiaba más en las pinturas europeas que en el examen de las alfombras reales por falta de material, porque las antiguas alfombras orientales aún no estaban recogidas en el momento en que publicó su libro. El enfoque de Lessing ha demostrado ser muy útil para establecer una cronología científica del tejido de alfombras orientales, y fue desarrollado y ampliado principalmente por académicos de la "Escuela de Berlín" de Historia del arte islámico: Wilhelm von Bode y sus sucesores Friedrich Sarre, Ernst Kühnel y Kurt Erdmann desarrollaron el Terminus post quem método para la datación de alfombras orientales basado en pinturas del Renacimiento.
Estos historiadores del arte también eran conscientes del hecho de que su enfoque científico era parcial: solo las alfombras producidas por grandes talleres artesanos se exportaban a Europa occidental y, en consecuencia, estaban disponibles para los artistas del Renacimiento. Las alfombras de confección casera en aldeas y campamentos nómadas no llegaron a Europa, y no fueron representadas en pinturas. Hasta mediados del siglo XX, cuando coleccionistas como Joseph V. McMullan o James F. Ballard reconocieron el valor histórico artístico de las alfombras nómadas o campesinas, no fueron apreciadas en el mundo occidental.

## Características
Se sabe que las alfombras de pilares con diseño geométrico se produjeron a partir del siglo XIII entre los selyúcidas del sultanato de Rum en el este de Anatolia, con quienes Venecia tenía relaciones comerciales desde 1220. El mismo mercader medieval y viajero Marco Polo mencionó que las alfombras producidas en Konya eran las mejores del mundo:

... et ibi fiunt soriani et tapeti pulchriores de mundo et pulchrioris coloris.
 "... y aquí hacen las más hermosas sedas y alfombras del mundo, y con los colores más hermosos".

Las alfombras también se produjeron en la España islámica, y una se muestra en un fresco de la década de 1340 en el Palacio Papal de Aviñón. La gran mayoría de las alfombras de las pinturas de los siglos XV y XVI proceden del Imperio otomano o, posiblemente, de ejemplares europeos de este tipo procedentes de los Balcanes, España u otros lugares con población musulmana. De hecho, estas no eran las mejores alfombras islámicas de la época, y se ven pocas de las alfombras de «corte» turcas de alta calidad. Incluso más finas que estas, las alfombras persas no aparecen hasta finales del siglo XVI, pero se vuelven cada vez más populares entre los muy ricos del siglo XVII. Las alfombras mamelucas muy refinadas de Egipto se ven ocasionalmente, sobre todo en pinturas venecianas.

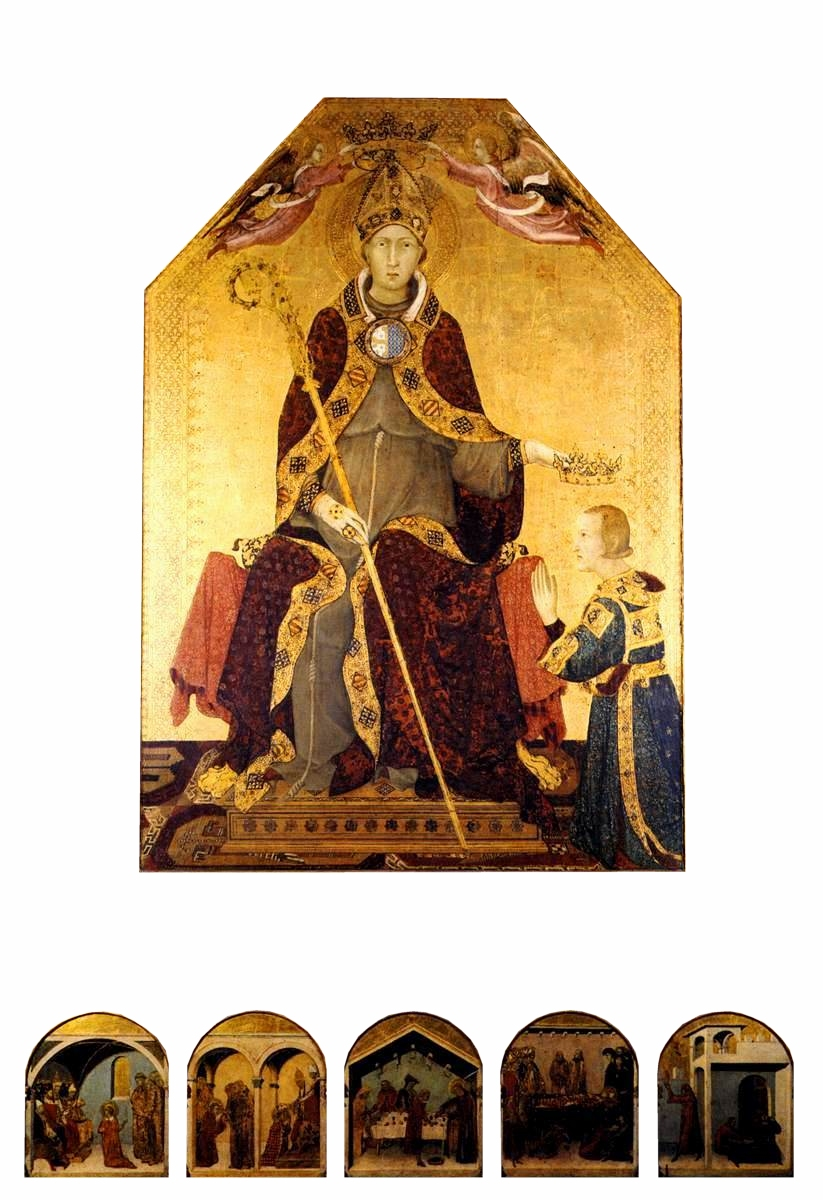
San Luis de Toulouse coronando a Roberto de Anjou, rey de Nápoles de Simone Martini.

Uno de los primeros usos de una alfombra oriental en una pintura europea es de Simone Martini en su San Luis de Toulouse coronando a Roberto de Anjou, rey de Nápoles, pintado en 1316-1319. Otra alfombra de animales de Anatolia aparece en un c. 1340-45 panel de Siena con la Sagrada Familia atribuido a Pietro o Ambrogio Lorenzetti, pieza con animales alternados en blanco y negro dentro de coloridos medallones octogonales. Las representaciones europeas de alfombras orientales eran extremadamente fieles a las originales, a juzgar por la comparación con los pocos ejemplos que sobreviven de alfombras reales de fecha contemporánea. Su escala más grande también permite representaciones más detalladas y precisas que las que se muestran en las pinturas en miniatura de Turquía o Persia.
La mayoría de las alfombras usan diseños geométricos islámicos, y las primeras también usan patrones de animales como el «fénix y dragón» originario de China, como lo representó Domenico di Bartolo en Las bodas de los niños abandonados (1440). Estos se han estilizado y simplificado en motivos casi geométricos en su transmisión al mundo islámico. Todo el grupo, al que se hace referencia en la literatura como «Alfombras de animales», desapareció de las pinturas hacia fines del siglo XV. Únicamente sobreviven un puñado de alfombras originales con motivos de animales, dos en iglesias europeas, donde presumiblemente su rareza las preservó. El «Marby Rug», uno de los mejores ejemplos, se conservó en una iglesia de la ciudad sueca de Marby, y una audaz adaptación de un motivo originalmente chino de «Fénix y dragón» se encuentra en Berlín. Ambas son alfombras de menos de 2 metros de largo y de aproximadamente 1 metro de ancho, con dos compartimentos, aunque la alfombra de Berlín carece de un borde en uno de sus lados largos. Las alfombras «Fénix y dragón» y «Marby» fueron los únicos ejemplares existentes de alfombras de animales conocidas hasta 1988. Desde entonces, se han encontrado otras siete alfombras de este antiguo tipo. Sobrevivieron en monasterios tibetanos de donde los monjes fueron expulsados y huyeron a Nepal durante la revolución cultural china. Una de estas alfombras fue adquirida por el Museo Metropolitano de Arte, se asemeja a la presente en una pintura del artista de Siena, Gregorio di Cecco: El matrimonio de la Virgen, 1423. Muestra grandes animales enfrentados, cada uno con un animal más pequeño dentro de él.
Aunque las alfombras se exhiben en un piso público en algunos ejemplos, la mayoría de las alfombras en el piso están en un área reservada para los principales protagonistas, muy a menudo en un estrado o frente a un altar, o sobre escalones frente a la Virgen María o santos o gobernantes, a la manera de una alfombra roja moderna. Esto presumiblemente refleja la práctica contemporánea de la realeza; en Dinamarca, la alfombra de coronación persa del siglo XVI se usa bajo el trono para las coronaciones hasta el día de hoy. 

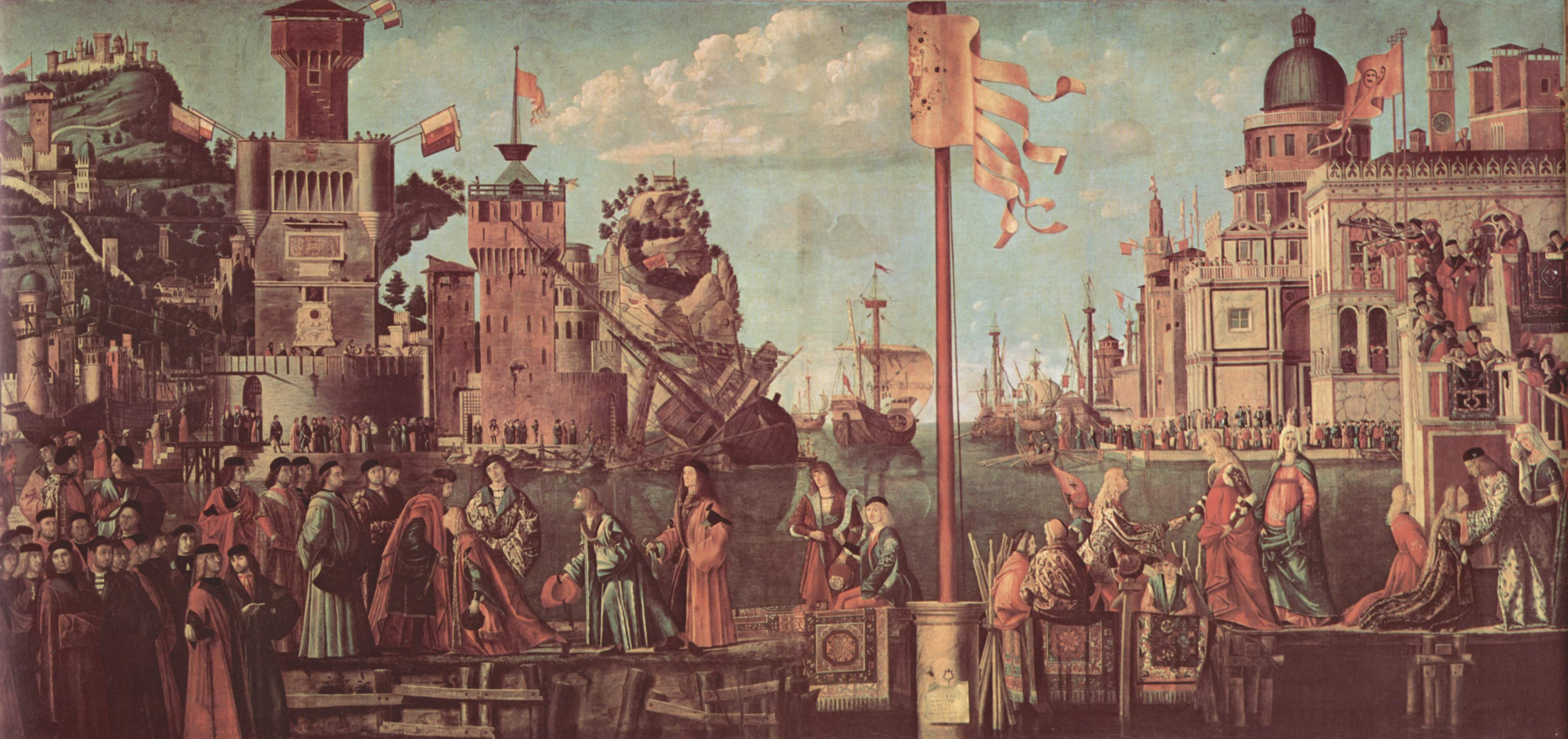
Embarque de Santa Úrsula del pintor Vittore Carpaccio.

También se solían colgar sobre balaustradas o fuera de las ventanas para ocasiones festivas, como las procesiones a través de Venecia que muestran en sus obras Vittore Carpaccio o Gentile Bellini; cuando la Santa Úrsula de Carpaccio se embarca, las cuelgan sobre los costados de las embarcaciones y puentes peatonales.

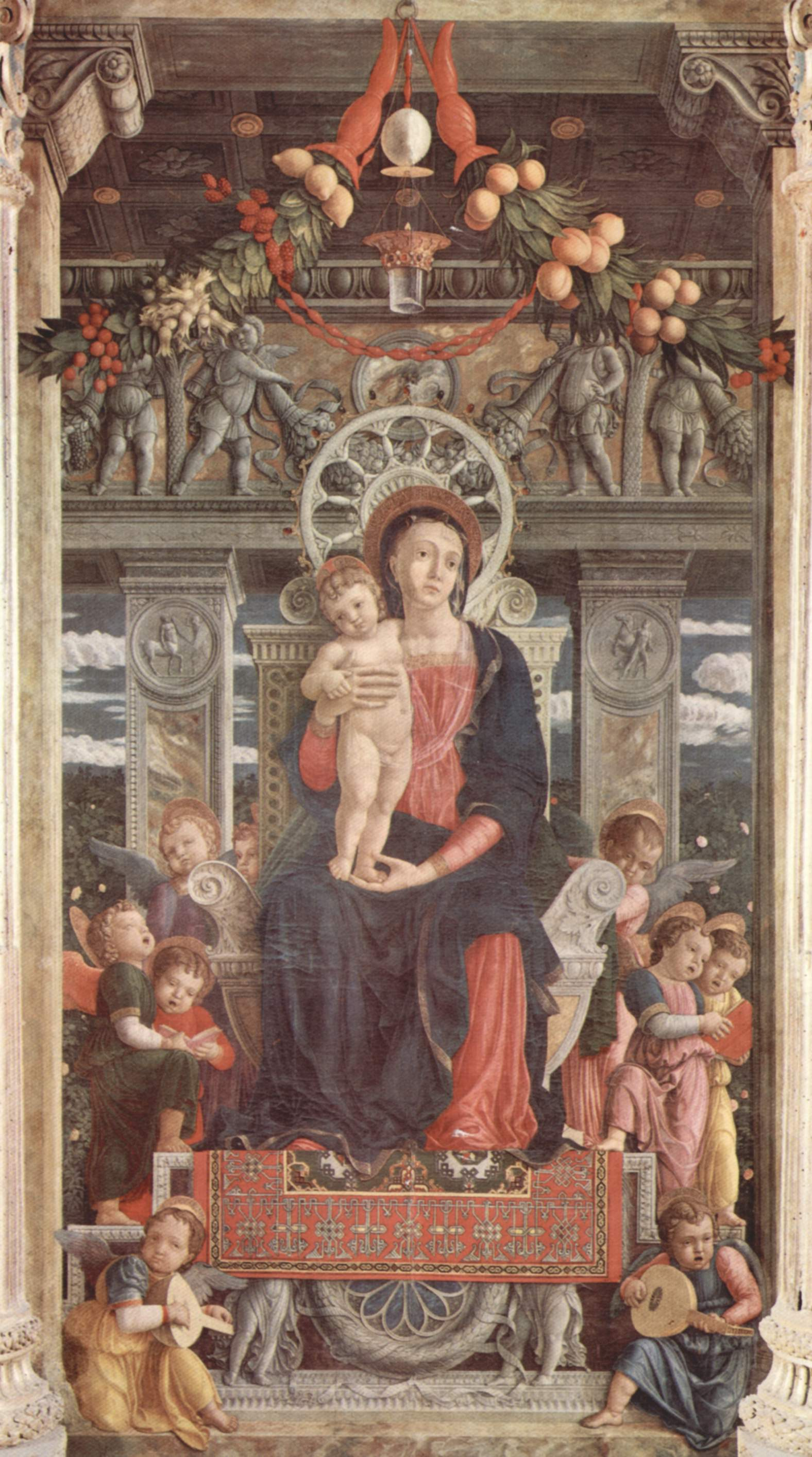
Detalle de la Virgen del Retablo de San Zenón de Andrea Mantegna.

Las alfombras orientales a menudo se representaban como un elemento decorativo en escenas religiosas, y eran un símbolo de lujo, estatus y gusto, aunque estaban cada vez más disponibles durante todo el período, lo que se refleja en las pinturas. En algunos casos, como las pinturas de Gentile Bellini, las alfombras reflejan un temprano interés orientalista, pero para la mayoría de los pintores simplemente reflejan el prestigio de las alfombras en Europa. Un ejemplo típico es la alfombra turca a los pies de la Virgen María en el Retablo de San Zenón 1456-1459 de Andrea Mantegna.
Los modelos de retratos burgueses eran más propensos a colocar sus alfombras sobre una mesa u otro mueble, especialmente en el norte de Europa, aunque no son poco comunes las pequeñas alfombras junto a la cama, como en el Retrato de Giovanni Arnolfini y su esposa de 1434. Se ven alfombras en las mesas, en particular, en las escenas italianas que muestran la Llamada de Mateo, cuando estaba ocupado en su trabajo como recaudador de impuestos, y la Vida de San Eligio, que era orfebre. Ambos se muestran sentados haciendo negocios en una mesa cubierta de alfombras o en un mostrador de la tienda.
Las alfombras orientales utilizadas en la pintura renacentista tenían varios orígenes geográficos, designados en la Italia contemporánea por diferentes nombres: el cagiarini (diseño mameluco de Egipto), el damaschini (región de Damasco), el barbareschi (África del norte), el rodio —probablemente importado a través de Roma—, el turcheschi (Imperio otomano) y el simiscasa (circasiano o caucásico).
Algunas de las alfombras representadas en las pinturas religiosas cristianas son también esteras de oración islámicas, con motivos tales como el mihrab o la Kaaba —las llamadas alfombras reentrantes, más tarde llamadas del tipo "Bellini"—. La representación de tales alfombras de oración desapareció después de 1555, probablemente como consecuencia del descubrimiento de su significado religioso y conexión con el Islam.
La representación de las alfombras orientales en pinturas distintas de los retratos generalmente disminuyó después de la década de 1540, lo que corresponde con una disminución del gusto por la representación detallada de los objetos entre los pintores, y un mayor interés clasicista por imágenes religiosas hieráticas.

## Patrones de alfombra con nombres de artistas
Cuando los académicos occidentales exploraron la historia de la fabricación de alfombras islámicas, varios tipos de patrones de alfombras se llamaron convencionalmente según los nombres de los pintores europeos que los habían utilizado para reproducirlas en sus obras, y estos términos siguen en uso. La clasificación es principalmente la de Kurt Erdmann, que alguna vez fue director del Museum für Islamische Kunst (Berlín), y principal experto en alfombras de su época. Algunos de estos modelos se dejaron de producir hace varios siglos, y la ubicación de su producción sigue siendo incierta, por lo que los términos alternativos obvios no estaban disponibles. La clasificación ignora los patrones de borde y distingue entre el tipo, tamaño y disposición de gul, o motivos más grandes en el campo central de la alfombra. Además de cuatro tipos de alfombras Holbein, hay alfombras Bellini, Crivelli, Memling y alfombras Lotto. Estos nombres son algo aleatorios: muchos artistas pintaron estos tipos, y otros artistas a menudo pintaron muchos tipos de alfombras.

### Alfombras Bellini
Tanto Giovanni Bellini como su hermano Gentile (que visitó Estambul en 1479) pintaron ejemplos de estas alfombras de oración con un único motivo «reentrante» o «ojo de cerradura» en la parte inferior de una figura más grande trazada en un borde delgado. En el extremo superior, los bordes se cierran diagonalmente en un punto, del que cuelga una «lámpara». El diseño tenía importancia religiosa islámica, y su función parece haber sido reconocida en Europa, ya que se conocían en inglés como alfombras de «musket», una corrupción de mezquita. En la de Gentile Bellini vista en la parte superior, la alfombra es el camino «correcto»; a menudo no es el caso. Más tarde, las alfombras de oración de Uşak donde ambos extremos tienen el borde interno diagonal y puntiagudo, como en la parte superior solo de las alfombras Bellini, a veces se conocen como «alfombras Tintoretto», aunque este término no es tan utilizado como los otros mencionados aquí.

### Alfombras Crivelli
Carlo Crivelli pintó dos veces lo que parece ser la misma alfombra pequeña, con el centro recogido con un complejo motivo de estrella de dieciséis puntas formado por varios compartimentos de diferentes colores, algunos con motivos de animales muy estilizados. Las alfombras comparables reales, son extremadamente raras, pero hay dos en Budapest. La Anunciación de 1482 en el museo Städel en Frankfurt, la muestra en la parte superior, y la misma alfombra parece ser utilizada en la Anunciación con San Emidio en la National Gallery de Londres (1486), que muestra el tipo colgado sobre un balcón en la parte superior derecha y un tipo diferente de alfombra sobre una balaustrada al fondo a la izquierda. Estos parecen ser un tipo de transición entre las primeras alfombras con motivos de animales y las de diseños puramente geométricos posteriores, como los tipos Holbein, tal vez reflejando una mayor aplicación otomana del aniconismo islámico.

### Alfombras Memling
Estas llevan el nombre de Hans Memling, quien pintó varios ejemplos de lo que pudieron haber sido alfombras armenias en el último cuarto del siglo XV, y se caracterizan por varias líneas que salen de los motivos que terminan en «ganchos», enrollándose sobre sí mismos a través de dos o tres giros de 90°. Otro ejemplo aparece en una miniatura pintada para Renato I de Nápoles hacia 1460.

### Alfombras Holbein
De hecho, estos modelos se ven en pinturas muchas décadas anteriores a Hans Holbein el Joven, y se subdividen en cuatro tipos —de los cuales Holbein en realidad únicamente pintó dos—; son los diseños más comunes de alfombras de Anatolia que se ven en las pinturas del Renacimiento occidental, y continuaron fabricándose durante un largo período. Todas son puramente geométricas y usan una variedad de diseños de rombos, cruces y motivos octogonales dentro del campo principal. Las subdivisiones son:
- Tipo I: Holbein de patrón pequeño. Este tipo se define por una repetición infinita de pequeños patrones, con filas alternantes de octógonos y filas de diamantes escalonadas, como se ve en el Retrato de Jorge Gisze (1532) de Hans Holbein el Joven o en la Conferencia de la Casa de Somerset (1608).[42][43]
- Tipo II: ahora más a menudo llamado alfombras Lotto.
- Tipo III: Holbein de patrón grande. Los motivos en el campo dentro del borde consisten en uno o dos cuadrados grandes llenos de octógonos, colocados regularmente, y separados el uno del otro y de los bordes por franjas estrechas. No hay motivos secundarios «gul». La alfombra en Los embajadores de Holbein es de este tipo.[42][43]
- Tipo IV: Holbein de patrón grande. Los compartimentos grandes, cuadrados y llenos de estrellas se combinan con cuadrados secundarios más pequeños que contienen octógonos u otros motivos «gul». A diferencia de los otros tipos, que únicamente contienen patrones de igual escala, el tipo IV Holbein muestra adornos subordinados de escala desigual.[44][45]

### Alfombras Lotto
Anteriormente se las conocía como «Holbein tipo II de patrón pequeño», pero Holbein nunca pintó ninguna, a diferencia de Lorenzo Lotto, quien lo hizo varias veces, aunque no fue el primer artista en mostrarlas. Lotto también está documentado como dueño de una alfombra grande, aunque su patrón es desconocido. Se produjeron principalmente durante los siglos XVI y XVII a lo largo de la costa egea de Anatolia, Turquía, pero también se copiaron en varias partes de Europa, incluidas España, Inglaterra e Italia. Se caracterizan por un arabesco de encaje, generalmente en amarillo sobre un fondo rojo, a menudo con detalles azules.
Aunque se ven muy diferentes de las alfombras tipo I Holbein, son un desarrollo del modelo, donde los bordes de los motivos, casi siempre en amarillo sobre un fondo rojo, despegan en arabescos rígidos que sugieren un follaje y terminan en palmetas ramificadas. El tipo fue común y duradero, y también se le conoce como «Arabesco Uşak».
A juzgar por las pinturas, llegaron a Italia en 1516, a Portugal una década más tarde, y al norte de Europa, incluida Inglaterra, en la década de 1560. Siguieron apareciendo en pinturas hasta alrededor de 1660, especialmente en los Países Bajos.

### Alfombras Ghirlandaio
Una alfombra estrechamente relacionada con la pintura de 1483 de Domenico Ghirlandaio fue encontrada por A. Boralevi en la iglesia protestante de Hâlchiu (Heldsdorf) en Transilvania, atribuida a la Anatolia Occidental, y datada a fines del siglo XV.
El diseño general del tipo Ghirlandaio, como en la pintura de 1486, está relacionado con el tipo I Holbein. Se define por uno o dos medallones centrales en forma de diamante, que consisten en un octógono dentro de un cuadrado, de cuyos lados surgen patrones triangulares y curvilíneos. Desde el siglo XVI se tejieron alfombras con este medallón en la región de Anatolia occidental de Çanakkale. Se encontró un fragmento de alfombra con un medallón de Ghirlandaio en la Gran Mezquita de Divriği, y data del siglo XVI. Las alfombras con medallones similares se fecharon de los siglos XVII, XVIII, y XIX respectivamente, y todavía se tejen en la región de Çanakkale.
En su ensayo sobre Diseños centralizados, Thompson, relaciona el patrón de medallón central de las alfombras orientales con los motivos «pedestal de loto» y «cuello de nube (yun chien)», utilizados en el arte del budismo asiático. El origen del diseño, por lo tanto, se remonta a tiempos preislámicos, probablemente de la dinastía Yuan de China. Brüggemann y Boehmer explican con mayor detalle que pudo haber sido introducido en Anatolia occidental por los selyúcidas o por los invasores mongoles en el siglo XI o XIII. En contraste con la variación múltiple de patrones vistos en otros tipos de alfombras, el diseño del medallón Ghirlandaio se ha mantenido prácticamente inalterado desde el siglo XV hasta el siglo XXI, y ejemplifica una continuidad inusual de un diseño de alfombra tejida dentro de una región específica.

### Van Eyck y Petrus Christus: pinturas sin copias reales de alfombras supervivientes
Los pintores holandeses Jan van Eyck, en su Virgen del canónigo van der Paele, Madonna Lucca, y el Tríptico de Dresde, y Petrus Christus en su Virgen y el Niño con los santos Jerónimo y Francisco han pintado cuatro alfombras diferentes, tres de ellas de una diseño similar. Por el realismo de las representaciones, estas son alfombras tejidas con pelo. No han sobrevivido alfombras directamente comparables.
El patrón de la alfombra representada por Jan van Eyck en Virgen del canónigo van der Paele podría remontarse a finales de la época romana y en relación con los primeros suelos de mosaicos islámicos que se encuentran en el palacio omeya de Khirbat al-Mafyar.
Alfombras similares, pero no idénticas, aparecen en las pinturas Madonna Lucca, el Tríptico de Dresde y Virgen con el Niño y Santos que muestran un diseño predominantemente geométrico con una composición de pastillas en repetición infinita, construido a partir de bandas finas que conectan estrellas de ocho puntas. Yetkin identificó una alfombra de Anatolia con un diseño de pastillas similar pero más avanzado (Yetkin, 1981, placa 47 en el Museo Mevlana, Konya, que data del siglo XVII. Relaciona estas alfombras con alfombras del Cáucaso del siglo XIX con un diseño de pastilla similar, y afirma que las alfombras de un tipo como las descritas por Van Eyck y Petrus Christus son precursoras anatolias tempranas del diseño caucásico posterior.
Los bordes principales de las alfombras que se ven en Virgen del canónigo van der Paele y Madonna Lucca, así como en Virgen con el Niño y santos, sin embargo, muestran un tallo tríptico ondulado no oriental. Adornos similares se pueden encontrar en los bordes de muchas alfombras en pinturas holandesas desde el siglo XV hasta el comienzo del siglo XVI. Las franjas de estas alfombras a menudo se encuentran a los lados de las alfombras pintadas, no en los extremos superior e inferior. O bien las alfombras tienen una forma cuadrada poco común, o tal vez los artistas han usado alguna licencia e improvisado con los modelos auténticos. Alternativamente, las alfombras representadas por van Eyck y Petrus Christus podrían ser de fabricación europea occidental. El diseño ondulante del trébol es una característica muy conocida del ornamento gótico occidental.

## Tipos de alfombras específicos

### Alfombras mamelucas y otomanas Cairene
Desde mediados del siglo XV en adelante, se produjo un tipo de alfombra en Egipto que se caracteriza por un medallón central dominante, o de tres a cinco medallones en una fila a lo largo del eje vertical. Numerosos ornamentos más pequeños se colocan alrededor de los medallones, como estrellas de ocho puntas, o pequeños ornamentos compuestos de elementos florales estilizados. Los innumerables pequeños ornamentos geométricos y florales dan una impresión caleidoscópica. Sesenta de estas alfombras fueron entregadas al cardenal inglés Thomas Wolsey a cambio de una licencia para que los comerciantes venecianos importaran vino a Inglaterra. La primera pintura conocida que representa una alfombra mameluca es en el cuadro de Giovanni Bellini Retrato del dux de Venecia Loredan y sus cuatro consejeros de 1507. Un maestro francés representó a Los tres hermanos De Coligny en 1555. Otra representación se puede encontrar en Ambrosius Francken (I) con su La Última Cena, alrededor de 1570. El medallón grande se representa de una manera que forma el nimbo de la cabeza de Cristo. Los ornamentos característicos de alfombras mamelucos son claramente visibles. Ydema ha documentado un total de 16 representaciones datables de alfombras mamelucas.
Después de la conquista otomana de 1517 del sultanato mameluco en Egipto, dos culturas diferentes se fusionaron, como se ve en las alfombras mamelucas tejidas después de esta fecha. Tras la conquista, los tejedores de Cairene adoptaron un diseño turco otomano. La producción de estas alfombras continuó en Egipto hasta principios del siglo XVII. En la pintura La Anunciación de Ludovicus Finsonius se representa una alfombra del tipo Cairene otomano. Sus bordes de diseño y protección de bordes son los mismos que los de una alfombra en el Rijksmuseum, Ámsterdam. Una alfombra similar ha sido representada por Adriaen van der Venne en Geckie met de Kous, 1630. Peter Paul Rubens y Jan Brueghel el Viejo en Cristo en la casa de María y Marta, 1628, muestran los característicos tallos en forma de S que terminan en hojas dobles de lanceta en forma de hoz. Varias alfombras de tipo otomano Cairene están representadas en los frescos de Moretto en la «Sala delle Dame» en el Palacio Salvadego en Brescia, Italia.

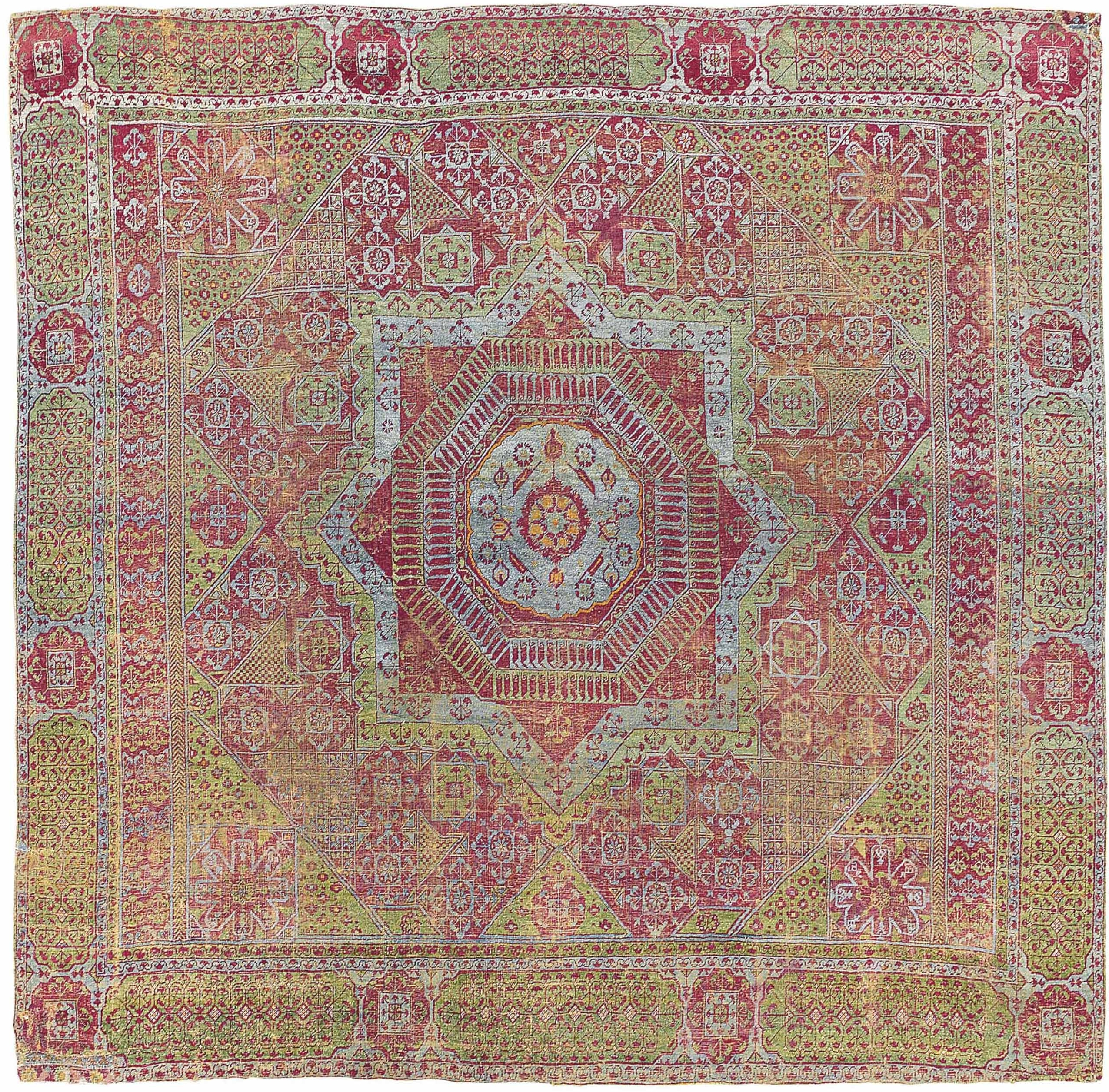
La alfombra mameluca Baillet-Latour, El Cairo, de principios del siglo XVI.
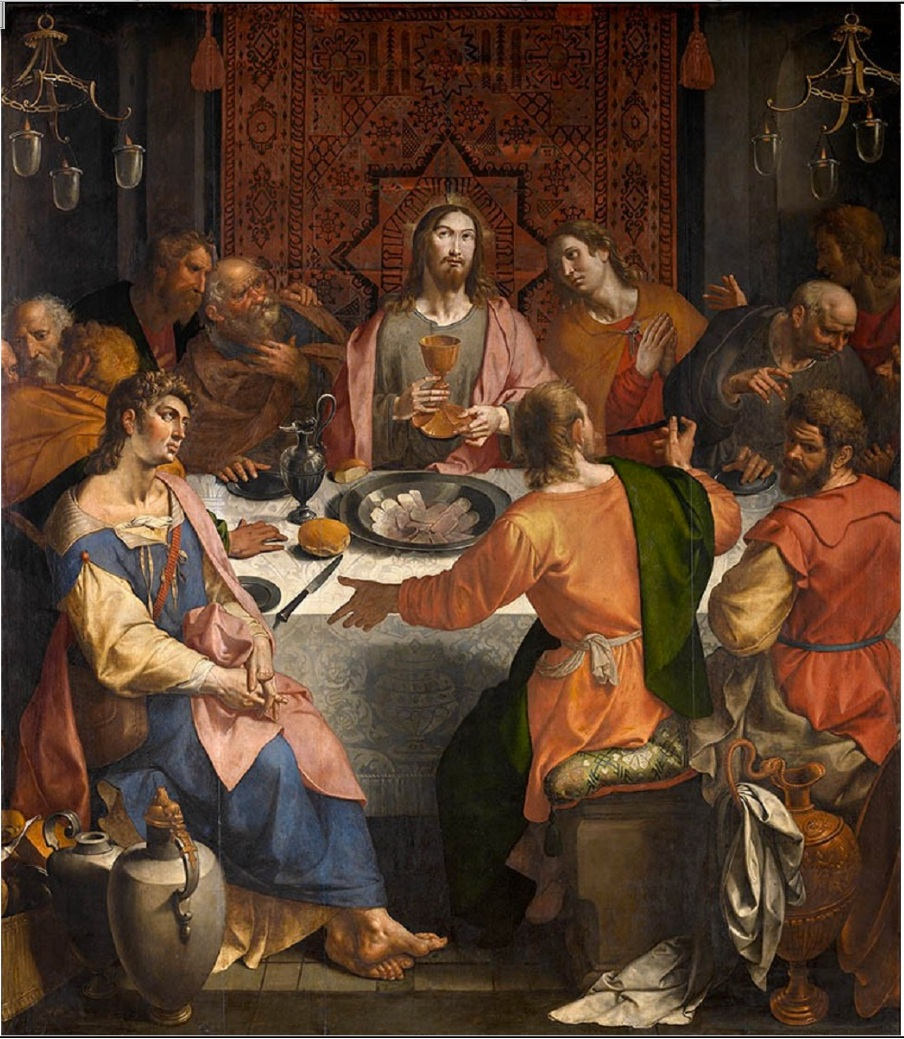
Ambrosius Francken - La Última Cena, del siglo XVI, Museo Real de Bellas Artes de Amberes,  con una alfombra mameluca egipcia.
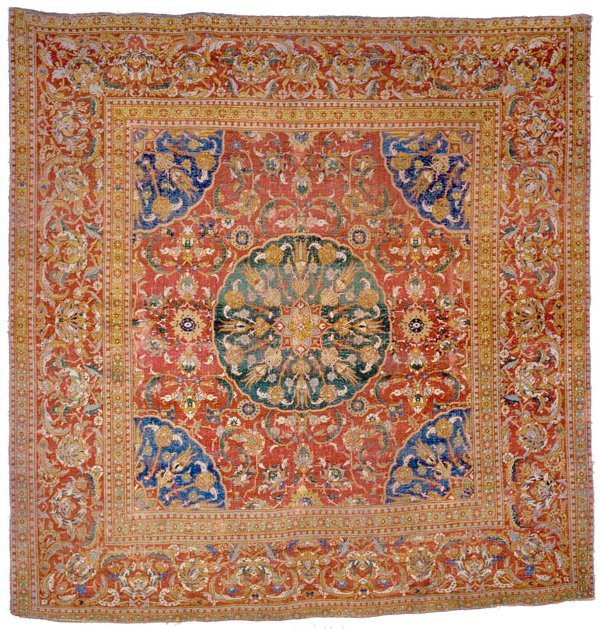
Alfombra otomana probablemente de El Cairo, Egipto. Primera mitad del siglo XVII.
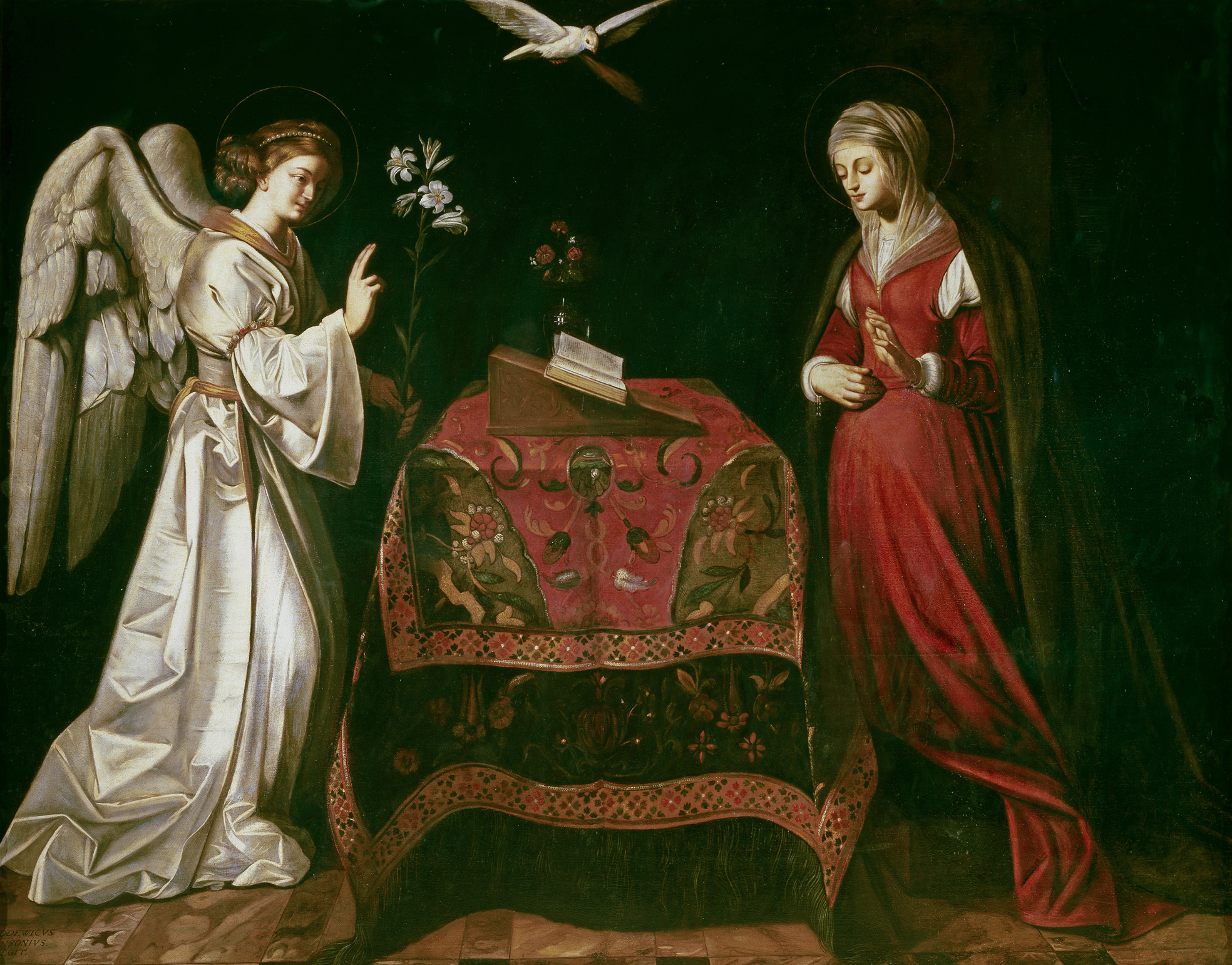
Louis Finson, La Anunciación. Siglo XVII, Museo del Prado, se representa en la pintura una alfombra otomana de Cairene.
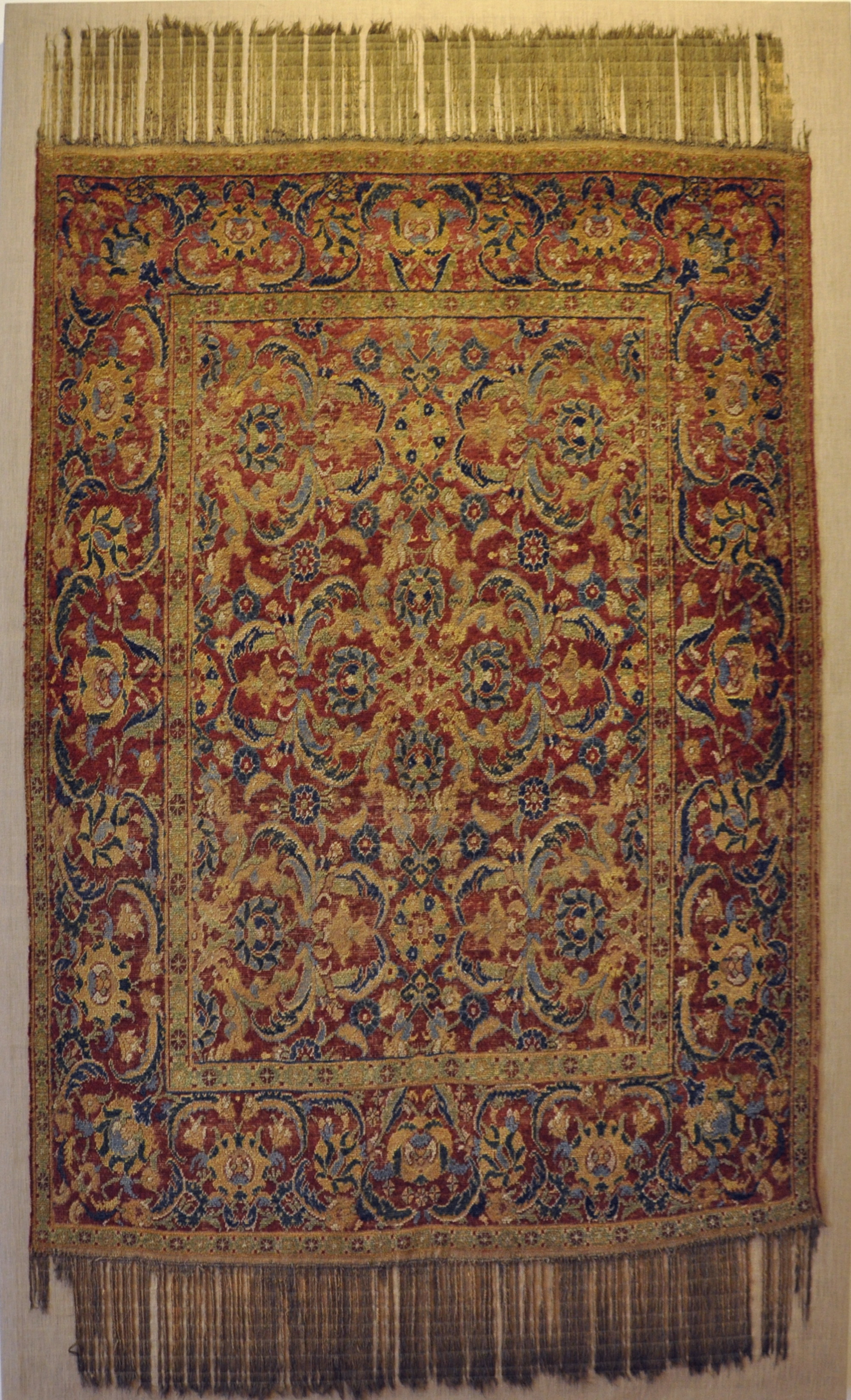
Alfombra otomana de Cairene, siglo XVI, Museo de las Artes Decorativas de Fráncfort
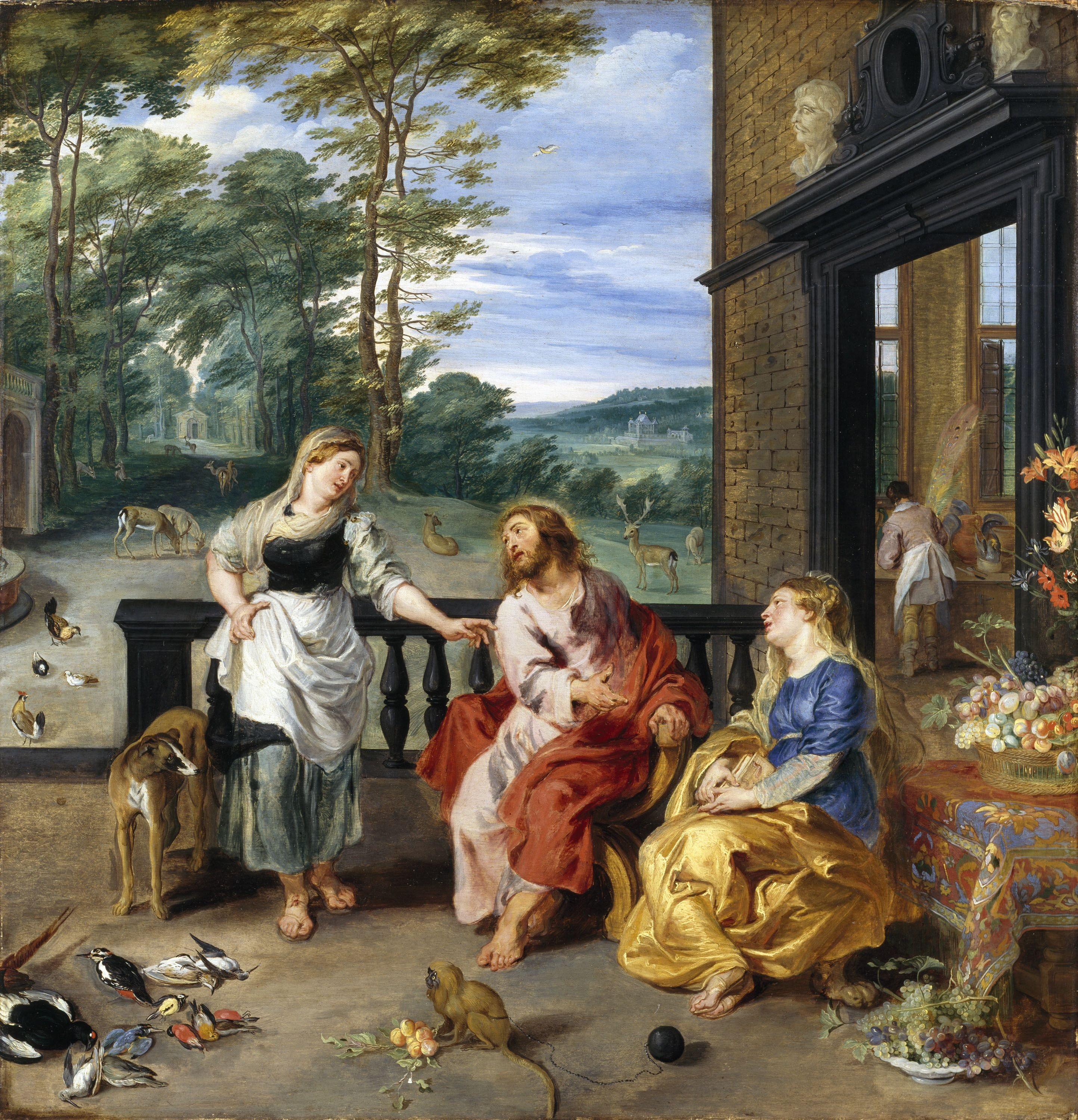
Cristo en la casa de Marta y María, 1628 Jan Bruegel el Viejo y Peter Paul Rubens, Galería Nacional de Irlanda, que representa una alfombra otomana de Cairene.

### «Tablero de damas» - o alfombras compartidas delsigloXVII
Se asumió que un grupo extremadamente raro de alfombras, «alfombras en damero» era un continuo posterior y derivado del grupo de alfombras Cairene mamelucas y otomanas. Alrededor de 30 de estas alfombras sobreviven. Se distinguen por su diseño compuesto por filas de cuadrados con triángulos en cada esquina que encierran un patrón de estrella. Todas las alfombras de «tablero de damas» tienen bordes con cartelas y medallones lobulados. Su atribución aún está bajo debate. Los colores y patrones se asemejan a los que se ven en las alfombras de mamelucos, por lo tanto, similares a las primeras alfombras anatolianas y caucásicas. Desde los primeros días del estudio científico de la alfombra se atribuyen a Damasco. Pinner y Franses defienden esta atribución porque Siria fue primero, parte del dominio de los mamelucos y más tarde del Imperio Otomano en ese momento. Esto explicaría las similitudes con los colores y patrones de las alfombras Cairene. La datación actual de las alfombras de damero también es consistente con los inventarios de colecciones europeas de principios del siglo XVII. Las alfombras de este tipo están representadas por Pietro Paolinis (1603-1681) en su Autorretrato, así como por Gabriël Metsu en su obra La fiesta musical.

### Grandes alfombras de Uşak (estrella y medallón)
En contraste con el número relativamente grande de alfombras supervivientes de este tipo, relativamente pocas de ellas están representadas en pinturas renacentistas.
Las alfombras estrella Uşak solían estar tejidas en grandes formatos. Como tal, representan un producto típico de una fabricación urbana más organizada. Se caracterizan por grandes medallones primarios en forma de estrella azul oscuro en repetición infinita en un campo rojo que contiene un rollo floral secundario. El diseño probablemente fue influenciado por el diseño de libros persas del noroeste, o por los medallones de alfombras persas. En comparación con el medallón de las alfombras de Uşak, el concepto de la repetición infinita en las alfombras de estrellas de Uşak es más acentuado y en consonancia con la primera tradición de diseño turca. Debido a su fuerte alusión a la repetición infinita, el diseño estrella de Uşak se puede usar en alfombras de varios tamaños y en muchas dimensiones variables.
Las alfombras medallón Uşak suelen tener un campo rojo o azul decorado con un enrejado floral o zarcillos de hojas, medallones primarios ovoides que se alternan con estrellas de ocho lóbulos más pequeñas o medallones lobulados, entrelazados con tracería floral. Su borde frecuentemente contiene palmetas en un pergamino floral y hojas, junto con caracteres pseudocúficos.
La representación más conocida de un medallón Uşak fue pintada en 1656 por Vermeer en su pintura La alcahueta. Se coloca horizontalmente; se puede ver el extremo superior o inferior con el medallón de esquina en forma de estrella. Debajo de la mano de la mujer que sostiene el vaso, se puede ver una parte de un característico medallón Uşak. Siguiendo con Vermeer , la alfombra vista en Lección de música, Niña leyendo una carta en una ventana abierta y El concierto apenas muestran diferencias en los detalles del diseño o la estructura de tejido, lo que indica que las tres imágenes pueden remontarse al modelo de una única alfombra que Vermeer podía haber tenido en su estudio. Las pinturas de Vermeer, Steen y Verkolje muestran un tipo especial de alfombra Uşak de la que no se conoce ninguna contraparte sobreviviente. Se caracteriza por sus colores más bien sombríos, el tejido grueso, y patrones con un diseño curvilíneo más degenerado.

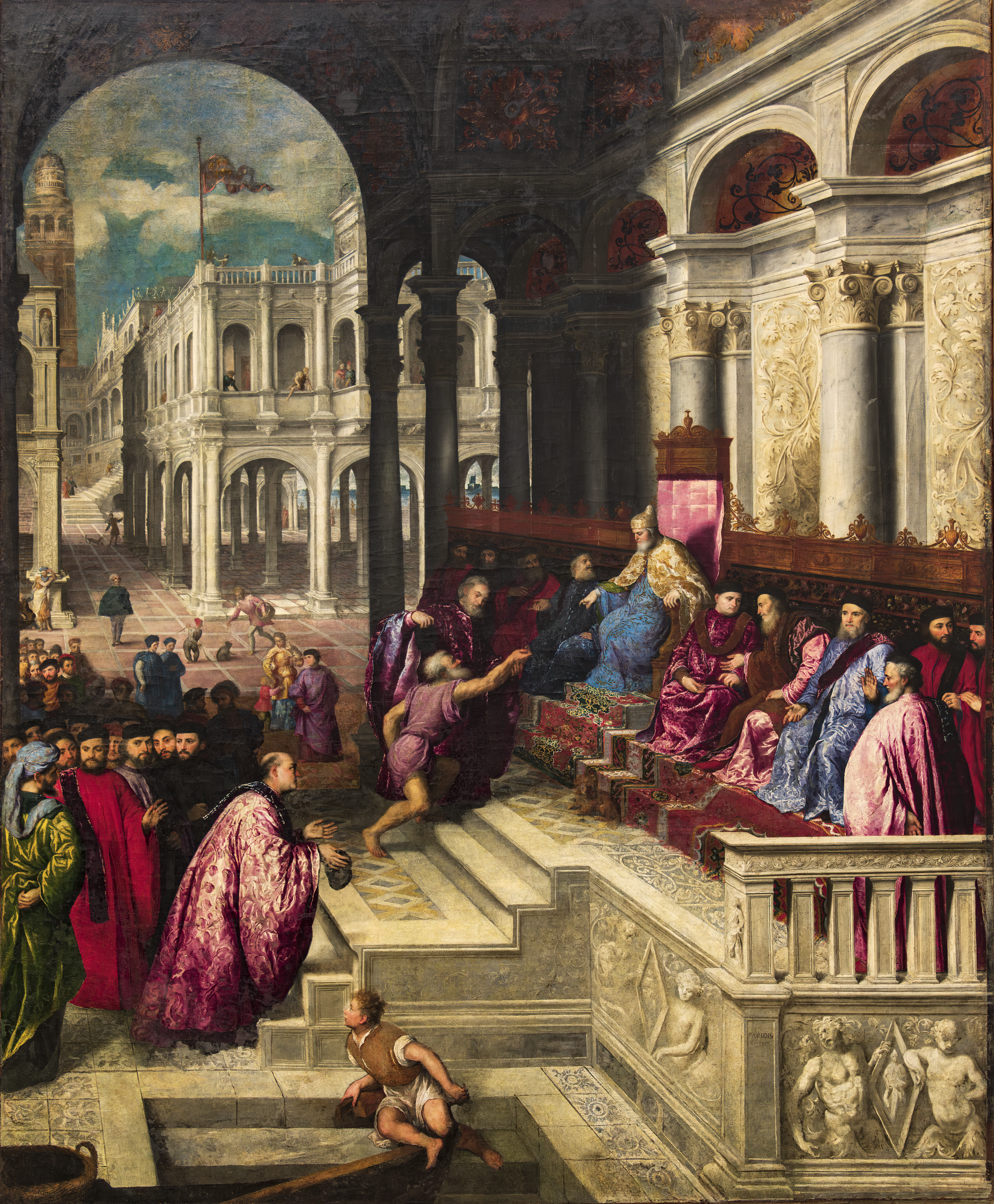
Paris Bordone,Presentación del anillo al dux de Venecia, 1534. La única representación de una gran alfombra Estrella Uşak con medallones de estrella de ocho puntas.
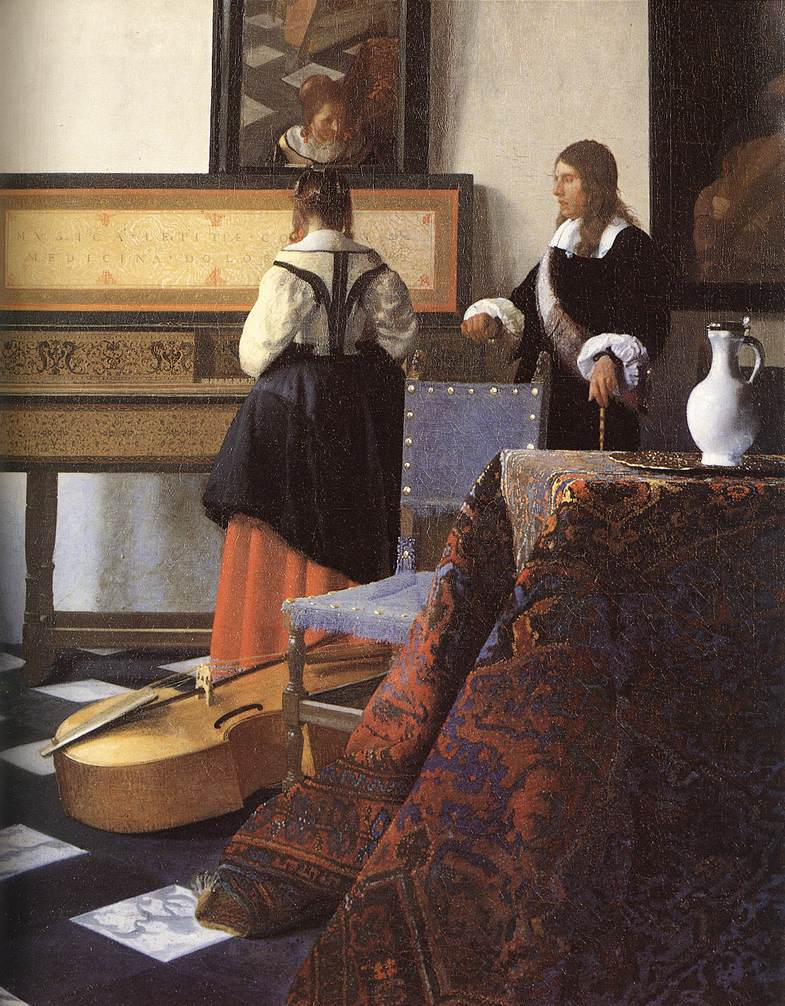
Johannes Vermeer, Una dama con un caballero (detalle), 1662-5, Palacio de Buckingham
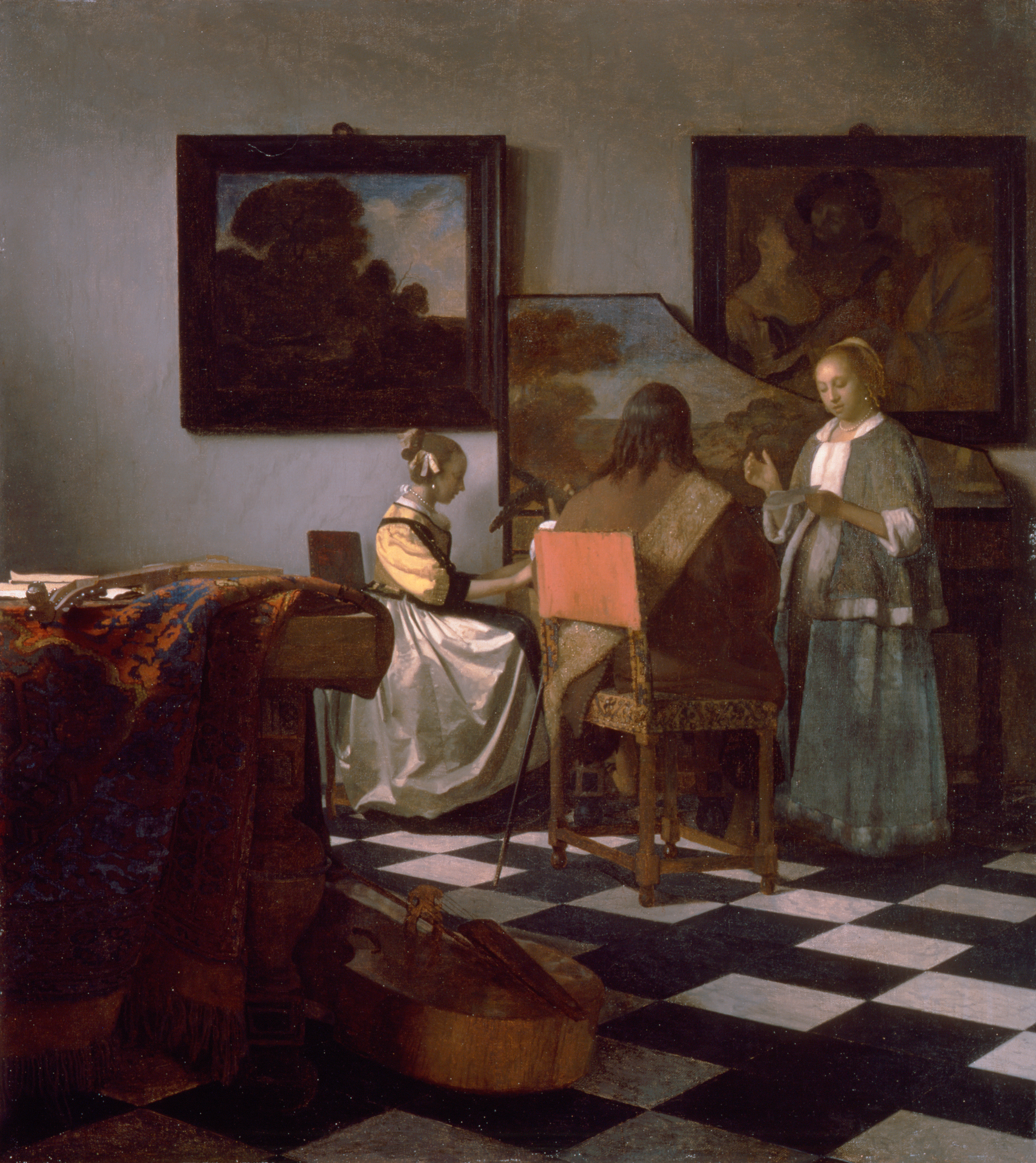
Johannes Vermeer, El Concierto, 1663-1666, robado del Museo Isabella Stewart Gardner, Boston, en 1990
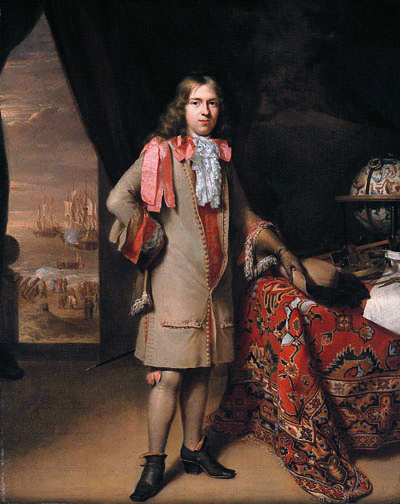
Jan y Nikolaas Verkolje, Retrato de Willem de Vlamingh, 1690 - 1700

### Alfombras persas y anatolias en elsigloXVII
Las alfombras siguieron siendo una forma importante de animar el fondo de las pinturas de retratos de cuerpo entero a lo largo de los siglos XVI y XVII, por ejemplo en los retratos ingleses de William Larkin.
Las alfombras de seda finamente anudadas tejidas en la época de Shah Abbas I en Kashan e Isfahán rara vez se representan en pinturas, ya que sin duda eran muy inusuales en los hogares europeos; sin embargo, Una dama tocando la tiorba, por Gerard Terborch (Museo Metropolitano de Arte, 14.40.617) muestra una alfombra sobre la mesa en la que está sentado el caballero con la dama. Alfombras florales "Isfahan" del tipo corazón, por otro lado, se exportaron en grandes cantidades a Portugal, España y los Países Bajos, y a menudo se representan en interiores pintados por Velázquez, Rubens, Van Dyck, Vermeer, Terborch, de Hooch, Bol y Metsu, donde las fechas establecidas para las pinturas proporcionan un criterio para establecer la cronología de los diseños.
Los clientes reales y aristocráticos de Anthony van Dyck habían progresado en su mayoría hacia las alfombras persas, pero aún se muestran modelos menos ricos turcos. El Retrato de Abraham Graphaeus de 1620 de Cornelis de Vos y Thomas de Keyser en Retrato de un hombre desconocido (1626) y Retrato de Constantijn Huyghens y su empleado (1627) están entre las primeras pinturas que representan un nuevo tipo de alfombra de manufactura turca otomana, que se exportó a Europa en grandes cantidades, probablemente para satisfacer la creciente demanda. Se conservó una gran cantidad de alfombras similares en Transilvania, que fue un importante centro de comercio de alfombras turcas durante los siglos XV a XVII. Por lo tanto, las alfombras de este tipo se conocen por un término de conveniencia como tipo "Transilvania"; la de Pieter de Hooch en su pintura de 1663 Retrato de una familia tocando música representa una alfombra de oración otomana de este tipo. En las colonias americanas, Isaac Royall y su familia fueron pintados por Robert Feke en 1741, posando alrededor de una mesa cubierta con una alfombra de Bergama.
Desde mediados del siglo, el comercio directo europeo con la India trajo versiones mogolas de los patrones persas a Europa. Los pintores del Siglo de Oro holandés mostraron su habilidad mediante la representación de los efectos de luz en las alfombras de mesa, como Vermeer en su Lección de música. Para esa fecha, se habían vuelto comunes en los hogares razonablemente acomodados, como lo demuestra la documentación histórica de los inventarios. Las alfombras a veces se representan en escenas de libertinaje de los prósperos Países Bajos.
Hacia el final del siglo, las alfombras orientales habían perdido gran parte de su estatus como objetos de prestigio, y los modelos más grandiosos para retratos tenían más probabilidades de aparecer las alfombras occidentales de alta calidad, como savonneries, que ahora se están produciendo, cuyos patrones menos intrincados también son más fáciles de representar de manera pictórica. Varios pintores orientalistas europeos continuaron representando con precisión las alfombras orientales, ahora generalmente en entornos temáticos también orientales.

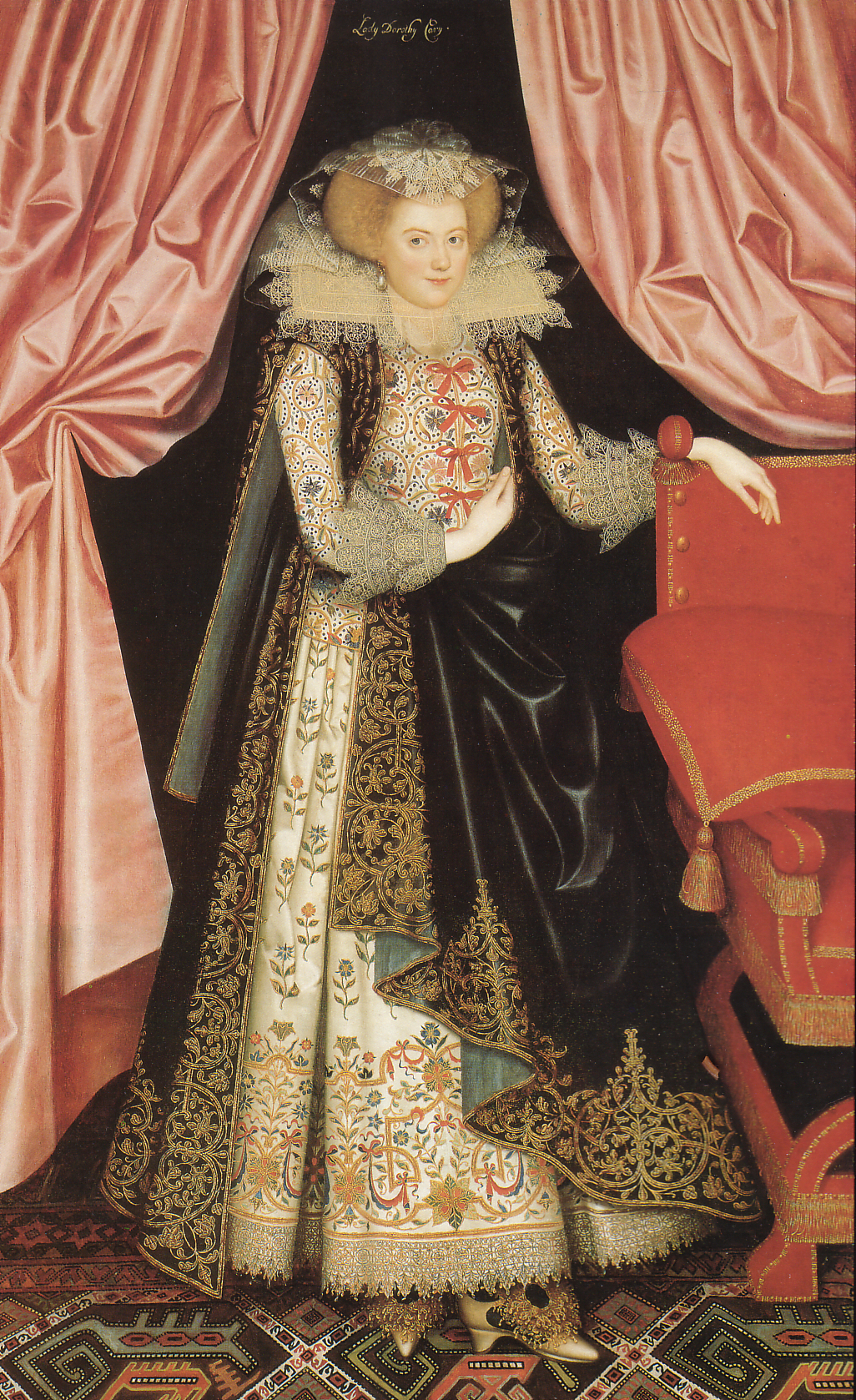
William Larkin Dorothy Cary, después vizcondesa Rochford, 1614–1618, Kenwood House. Alfombra de animales, de Anatolia con un diseño más desarrollado.
Cornelis de Vos - Retrato de Abraham Grapheus, circa 1620, Museo Real de Bellas Artes de Amberes
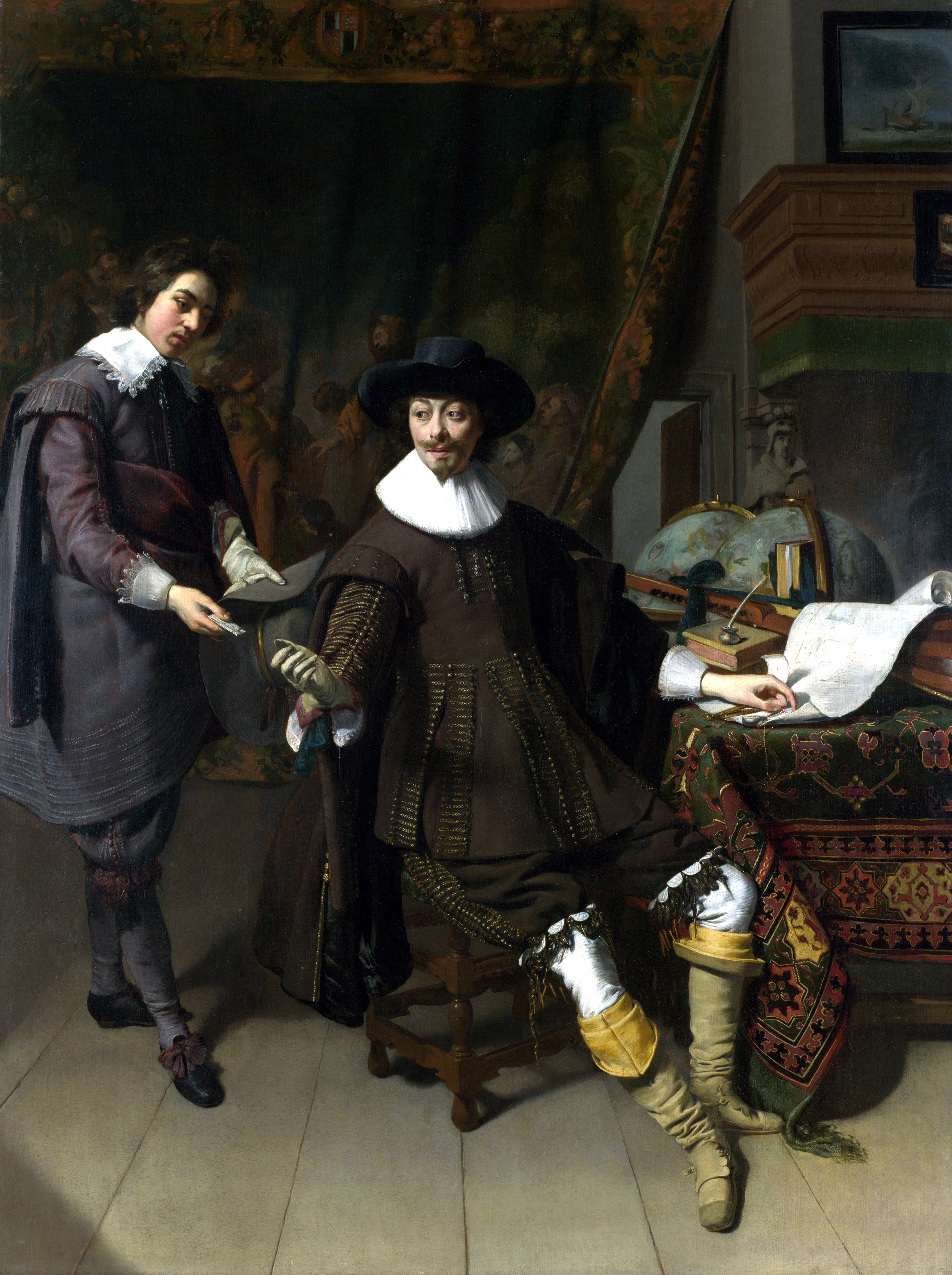
Thomas de Keyser - Retrato de Constantijn Huygens y su empleado, 1627, The National Gallery
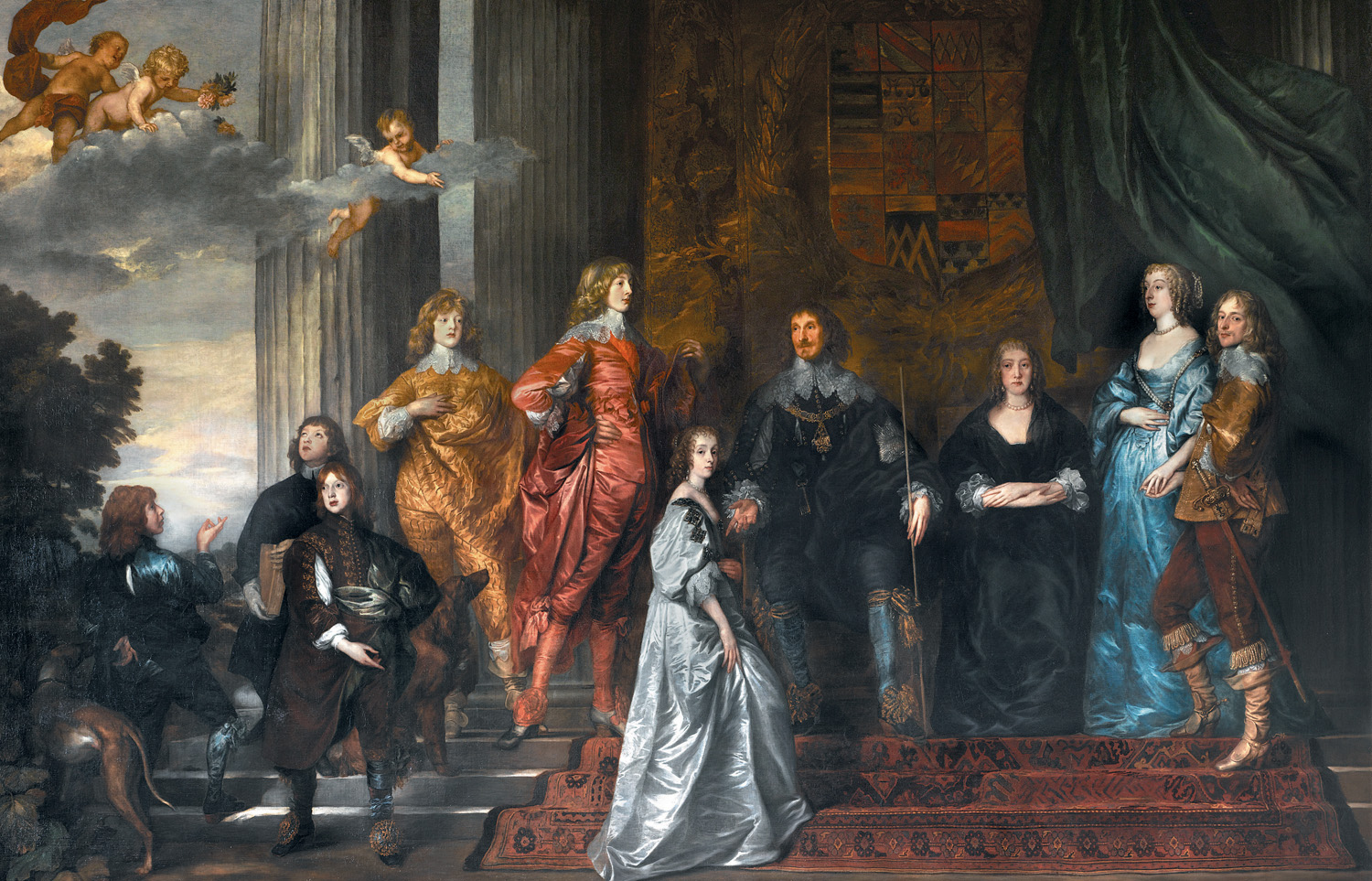
Philip Herbert, cuarto conde de Pembroke, con su familia, por Anthony van Dyck, cuyos ayudantes se dedicaban principalmente a la alfombras persas.

## Percepción de las alfombras orientales durante el Renacimiento

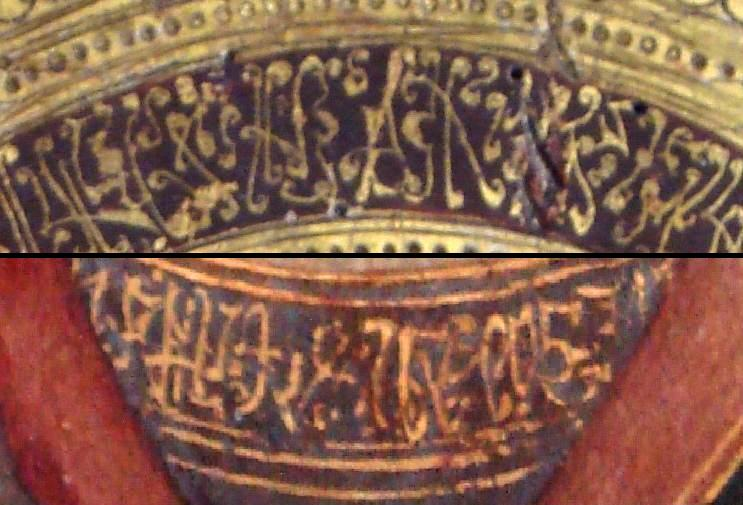
En la parte superior, detalle de dobladillo del manto de la Virgen de Antonio Vivarini en San Luis de Toulouse, 1450. En la parte inferior, detalle del dobladillo del manto de la Virgen de Jacopo Bellini Virgen de la Humildad, 1440. Museo del Louvre.

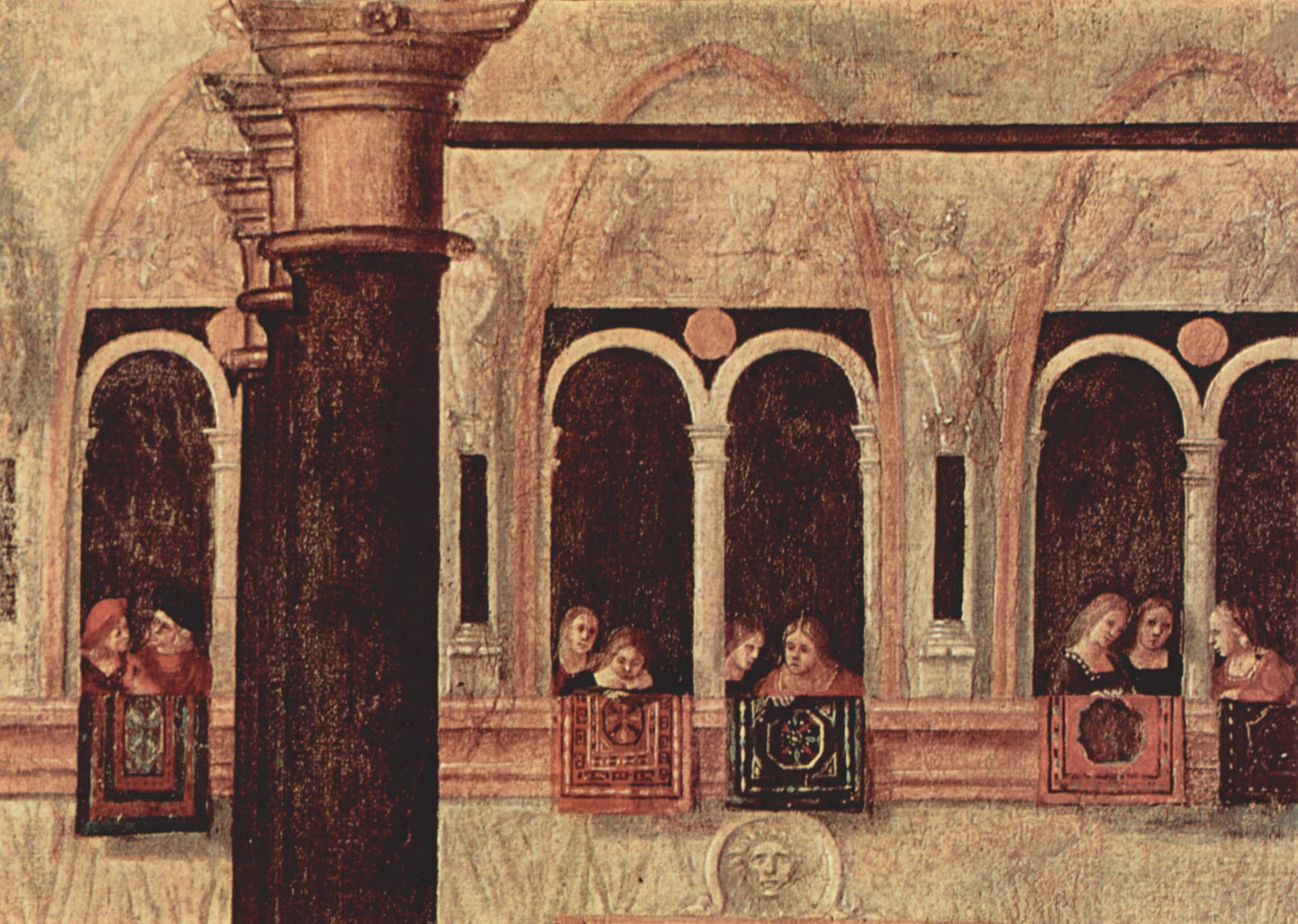
Alfombras se muestran en las ventanas para una procesión en Venecia. Detalle de Vittore Carpaccio, 1507.

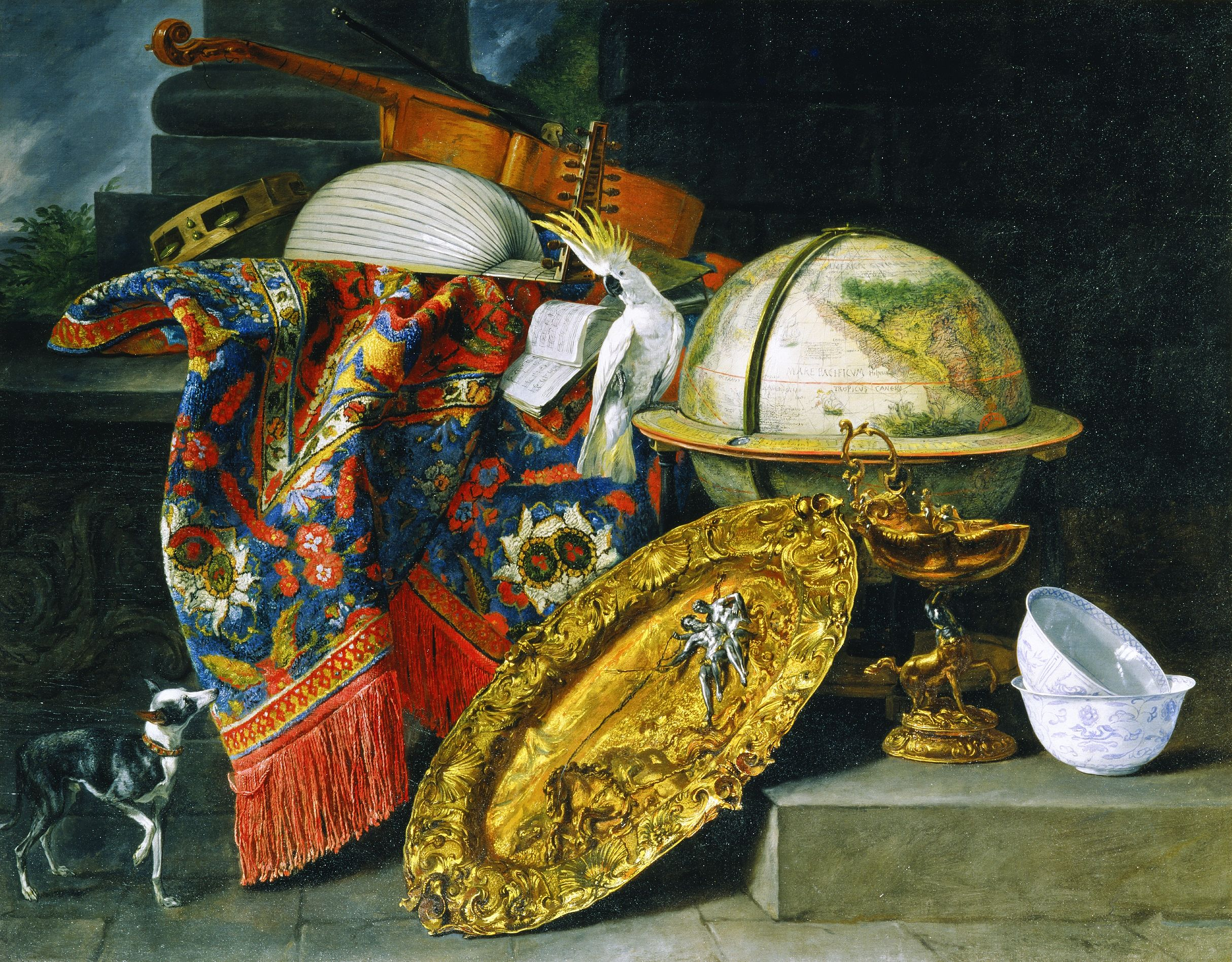
Pieter Boel, Naturaleza muerta con globo y loro, circa 1658.

La percepción de las alfombras orientales durante el Renacimiento se caracteriza por tres aspectos principales:
1. Debido a su rareza, preciosidad y extrañeza percibidas, las alfombras orientales se representaron como un fondo para los santos y las escenas religiosas. Más tarde, la iconografía religiosa fue asumida para personas políticamente poderosas y poder afirmar su estatus.
2. Las alfombras orientales se percibían más generalmente como una mercancía rara, y objetos de lujo y decoración. Desde mediados del siglo XVI en adelante, el contexto iconológico a veces se extendía hacia la idea del despilfarro o la vanidad.
3. Cuando los contactos, a menudo de naturaleza violenta, crecieron entre el mundo islámico y Europa, las alfombras orientales a veces se usaban como un símbolo de autoafirmación cristiana.

En cualquier caso, las alfombras orientales se utilizaron en Europa occidental en diferentes formas y contextos que en el mundo islámico, y su contexto cultural original nunca se entendió del todo.

### Suelo sagrado - ¿o «Alfombras orientales cristianas»?
Las alfombras orientales aparecen por primera vez en las primeras pinturas renacentistas de finales del siglo XII. En la mayoría de los casos, las alfombras sirven de fondo para escenas religiosas. Los santos fueron representados entronizados o de pie sobre las alfombras, por lo tanto, sagrados y separados de sus alrededores. La gente común, a menudo los donantes de la pintura, a veces se les permitía participar en la atmósfera de santidad al representarlos cerca de la persona santa, o literalmente arrodillados o parados «sobre la misma alfombra» que el santo. Este contexto todavía se entiende y, a veces, se usa hoy en día.
Una interpretación alternativa del contexto religioso ha sido propuesta por V. Gantzhorn en 1998: comparó en detalle los modelos y símbolos tanto de las pinturas renacentistas como de las alfombras supervivientes con ornamentos antiguos, por ejemplo con manuscritos iluminados armenios. Llegó a la conclusión de que la mayoría de las alfombras supervivientes y pintadas eran producidas por tejedores cristianos armenios. Por lo tanto, el simbolismo cristiano oculto de los patrones de la alfombra hizo que las llamadas «alfombras orientales cristianas» fueran adornos apropiados para las iglesias cristianas de Europa occidental. Siguiendo esta hipótesis, la falta de fuentes escritas contemporáneas de Europa occidental, que de otro modo podrían proporcionar evidencia independiente para apoyar las afirmaciones de Gantzhorns, se explica por el hecho de que el conocimiento de los símbolos ocultos estaba sujeto a la tradición oral y restringido a una pequeña elite religiosa. El genocidio armenio había llevado a la pérdida de la tradición oral y, posteriormente, a una atribución islámica incorrecta de las alfombras por parte de la mayoría de los historiadores del arte occidentales.  El debate sobre las hipótesis de Gantzhorns, que a veces se lleva a cabo polémicamente y no está totalmente libre de restricciones nacionalistas, todavía está en curso.

### Objetos de lujo y decoración

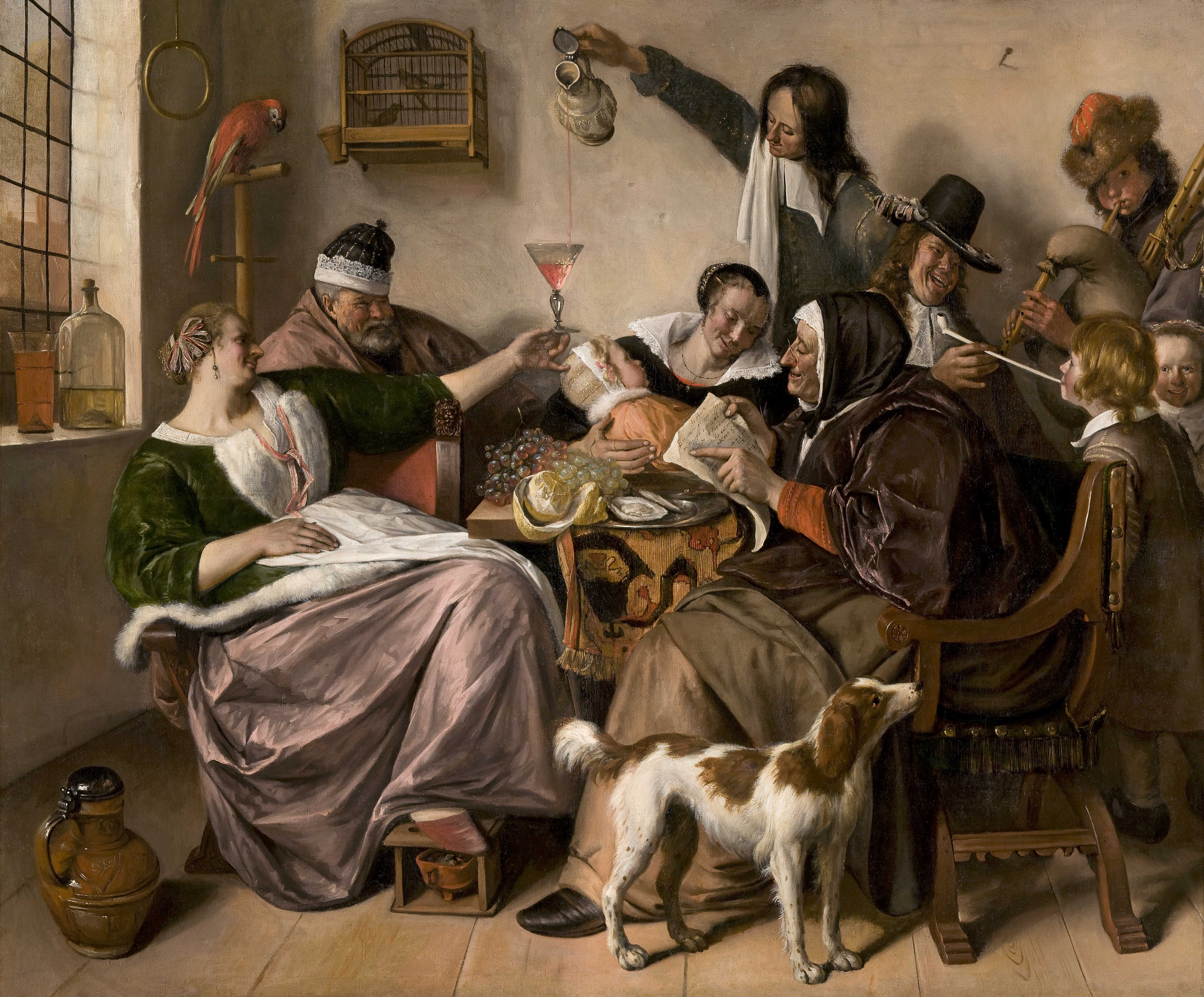
Jan Steen, La forma en que lo escuchas, circa 1665, Mauritshuis.

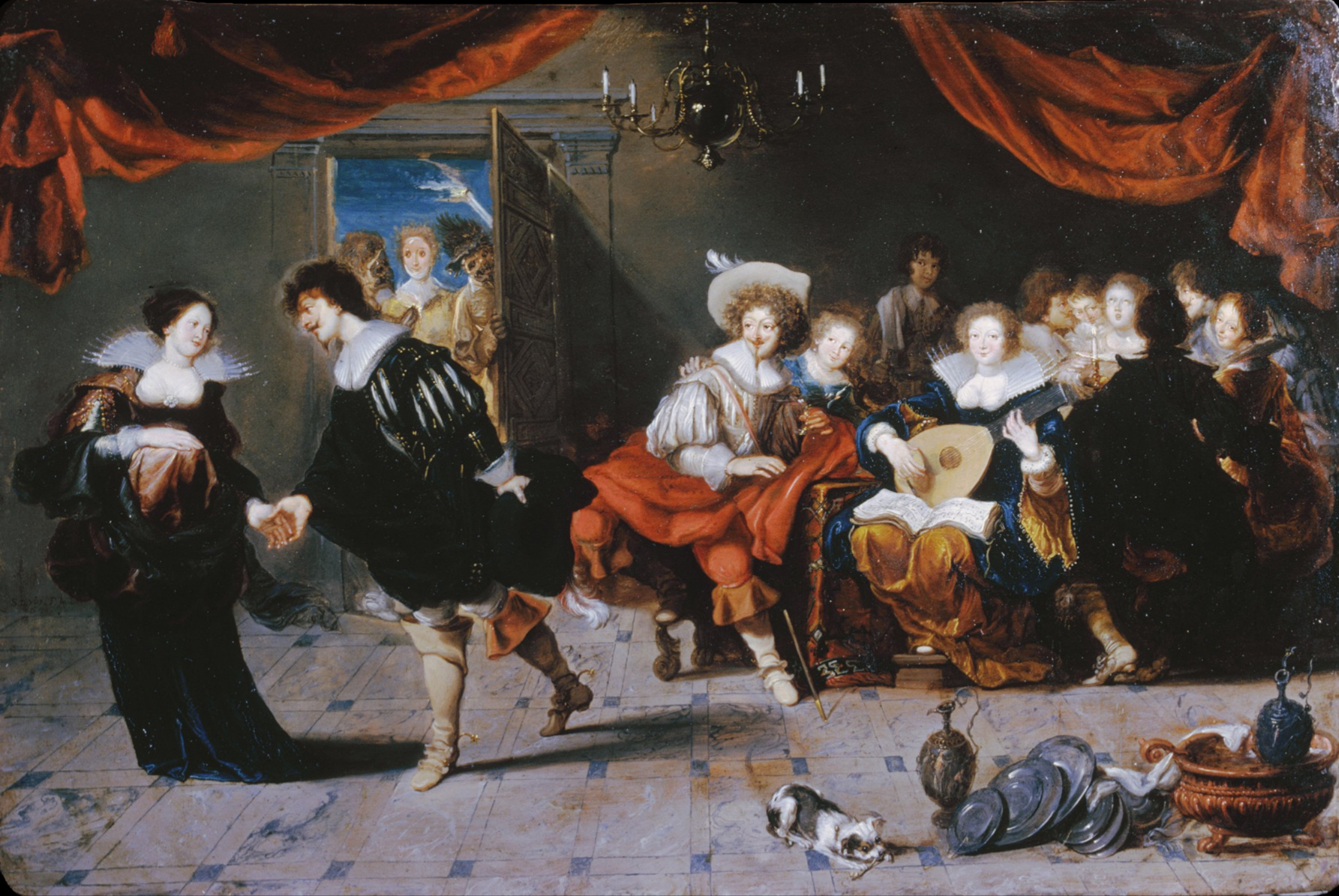
Simon de Vos, En una posada, 1630–9, Museo Walters.

No se sabe qué pensaban exactamente los artistas renacentistas sobre las alfombras orientales que representaban. Se sabe que la Plaza de San Marcos veneciana estaba adornada con alfombras que colgaban de las ventanas de los palacios y casas de los alrededores en ocasiones especiales. Al igual que las bellas damas que miran por las ventanas, las alfombras funcionaban como un marco decorativo y resaltaban la acción importante que estaba en marcha. De manera similar a la escritura pseudocúfica inexacta en pinturas contemporáneas, los artistas europeos tomaron prestado algo de otra cultura que, esencialmente, no entendían.
En una serie de cartas, desde Venecia del 18 de agosto al 13 de octubre de 1506, el pintor alemán Alberto Durero le cuenta a su amigo Willibald Pirckheimer sobre sus esfuerzos para comprarle dos alfombras en Venecia:

Vnd dy 2 tebich will mir Anthoni Kolb awff daz hubschpt, preytest vnd wolfeillest helfen khawffen. So jch sy hab, will jch sy dem jungen Im Hoff geben, daz er ys ewch einschlache. Awch will jch sehen noch den kranchs federen.

"Anthoni Kolb me ayudará a comprar 2 alfombras, las más bonitas, más amplias y más baratas [que podamos conseguir]. Tan pronto como las tenga, se las entregaré al joven Im Hoff, y él las preparará para el transporte. Busco plumas de grulla también." 
(18 de agosto de 1506)

Jtem allen fleis hab jch an kertt mit den tewichen, kan aber kein preiten an kumen. Sy sind al schmall vnd lang. Aber noch hab jch altag forschung dornoch, awch der Anthoni Kolb.

"He hecho todo lo posible con las alfombras, pero no puedo obtener ninguna de las más anchas. Son todas estrechas y oblongas. Continúo mi búsqueda todos los días, Anthoni Kolb también."
(8 septiembre 1506)

Jch hab awch zwen dewich bestelt, dy würd jch morgen tzalen. Aber jch hab sy nit wolfell kunen kawffen.

"Pedí dos alfombras y las pagaré mañana. Pero no pude comprar a un precio bajo".

(13 octubre 1506)
Albrecht Dürer, letters from Venice to Willibald Pirckheimer

Durero estaba comprando varios artículos de lujo exóticos para Pirckheimer en Venecia, y menciona las dos alfombras entre oro, joyas o plumas de grullas. No sabemos si Durero de alguna manera atribuyó valor artístico a estas alfombras. Durero nunca pintó alfombras orientales en sus obras.
Un tipo muy común de pintura de género de la Edad de Oro holandesa y el Barroco flamenco, y el llamado tipo de pintura «Alegre compañía», que representa a un grupo de personas que se divierten, normalmente sentadas con bebidas y, a menudo, haciendo música. En estas imágenes, las alfombras orientales a menudo cubren y decoran la mesa, o se extienden sobre los muebles. Como tales, subrayan la riqueza y respetabilidad de los retratados, o agregan un contexto de exotismo y derroche en las escenas de burdeles o escenas de libertinaje.
En el siglo XVI, las alfombras orientales a menudo se representaban en pinturas de naturaleza muerta. Se exhibían objetos valiosos y exóticos, como cuencos chinos de porcelana y animales como loros, a menudo con un significado alegórico, o que simbolizan vanitas, la inutilidad de la vida humana. La alusión a la inutilidad se hace evidente mediante la inclusión de símbolos como un cráneo humano, o inscripciones que citan el libro bíblico de Eclesiastés 1: 2; 12: 8 . Ya en 1533, la pintura de Hans Holbein el Joven Los embajadores muestra de manera prominente una proyección anamórfica de un cráneo humano. Los objetos en las naturalezas muertas, independientemente de su significado alegórico, a menudo se colocan sobre preciosos manteles de terciopelo, platos de mármol o alfombras orientales. Como tales, las alfombras orientales se tratan de forma similar a otros objetos o materiales preciosos, centrándose en su valor material y efecto decorativo.

### Objetos de autoafirmación europea
En septiembre de 1479, el pintor veneciano Gentile Bellini fue enviado por el Senado veneciano como embajador cultural de la nueva capital otomana del sultán Mehmed el Conquistador, Constantinopla, como parte del acuerdo de paz entre Venecia y los turcos. Giorgio Vasari escribió que Bellini «retrató al emperador Mehmed tan bien, que se realizó un milagro». Las citas y la autoría del retrato de Bellini han sido cuestionadas, sin embargo, Bellini es el primer gran pintor renacentista que realmente visitó la corte de un sultán islámico.
La influencia del encuentro de Bellini con el mundo islámico se refleja en los motivos orientales que aparecen en varias de sus pinturas. En 1507, su San Marcos predicando en Alejandría muestra anacrónicamente al santo patrón de Venecia predicando a los musulmanes. La arquitectura que se muestra en el fondo es una variedad incongruente de edificios, que no corresponden a la arquitectura islámica contemporánea. La escena para el sermón de San Marcos está adornada por animales exóticos como un camello y una jirafa, así como elementos arquitectónicos como un antiguo obelisco egipcio, en el fondo. El uso de Bellini de estos elementos decorativos se asemeja a la forma en que las alfombras orientales se representan en pinturas renacentistas de los siglos XIV y XV: son representaciones de lo exótico y lo precioso, crean un escenario para una persona o acción importante, pero aún ignoran el contexto cultural original.
La representación de 1547 del rey Eduardo VI de Inglaterra de pie sobre una alfombra oriental, frente a un trono en la misma alfombra afirma la fuerza y el poder del joven Fidei defensor, por un eco deliberado de la pose del famoso retrato de su padre realizado por Holbein.
No se sabe nada de cuánto sabía Ambrosius Francken sobre el trasfondo cultural de la alfombra mameluca que utilizó como decoración para su Última Cena. La pintura se puede fechar aproximadamente del siglo XVI. Sin embargo, el uso del medallón central de una alfombra oriental para resaltar el nimbo de Cristo representa un caso especial: el uso del motivo podría ser el resultado de una mera similitud de los dos patrones pictóricos, pero también se puede entender como una afirmación del predominio cristiano renacentista. Los europeos tenían razones para temer al mundo islámico: en 1529, Solimán el Magnífico estaba sitiando Viena, y el Imperio otomano siguió siendo una amenaza constante para Europa occidental hasta finales del siglo XVII.
En su ciclo 1502-1509 de los frescos de la biblioteca Piccolomini en la Cúpula de Siena, Pinturicchio representa al papa Pío II convocando, como explica la inscripción latina, una Dieta de Príncipes en Mantua para proclamar una nueva cruzada en 1459. En el octavo fresco, una mesa frente al trono del papa está cubierta por una alfombra oriental. Se formuló la hipótesis de que la alfombra podría haber sido un trofeo de expediciones anteriores.
Las alfombras orientales preciosas formaban parte del llamado Türkenbeute (lit .: «botín turco») del asedio de Viena que terminó el 12 de septiembre de 1683 y sus nuevos propietarios cristianos informaron con orgullo en su país acerca de su saqueo. Las alfombras existen con inscripciones que indican el nuevo propietario y la fecha en que se adquirió:

A. D. Wilkonski XII septembris 1683 z pod Wiednia 
"A. D. Wilkonski, Viena, 12 septiembre 1683"
-Inscripción en la parte posterior de una alfombra oriental «Polonesa», una vez en la colección Moore, ubicación actual desconocida.

Sin embargo, la mayoría de las alfombras orientales continuaron siendo representadas como objetos con atractivo visual, sin connotaciones políticas, pero ignorando su contexto cultural original. Estaba reservado para un siglo posterior el tratar de alcanzar una mejor comprensión de las alfombras dentro de su contexto cultural islámico. Mientras que dichas alfombras sirvieron inicialmente para adornar las pinturas renacentistas, más tarde las pinturas contribuyeron a una mejor comprensión de las alfombras. La investigación histórica comparativa sobre alfombras orientales en la pintura renacentista agrega otra faceta, y conduce a una mejor comprensión de la imagen altamente multifacética, y a veces ambivalente, de los otomanos durante el Renacimiento europeo occidental.

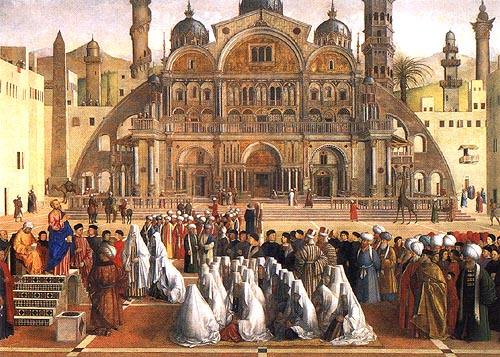
Gentile Bellini - San Marcos predicando en Alejandría - c. 1507
Enrique VIII de pie sobre una alfombra estrella Usak, copia del taller de Hans Holbein el Joven c.1530.
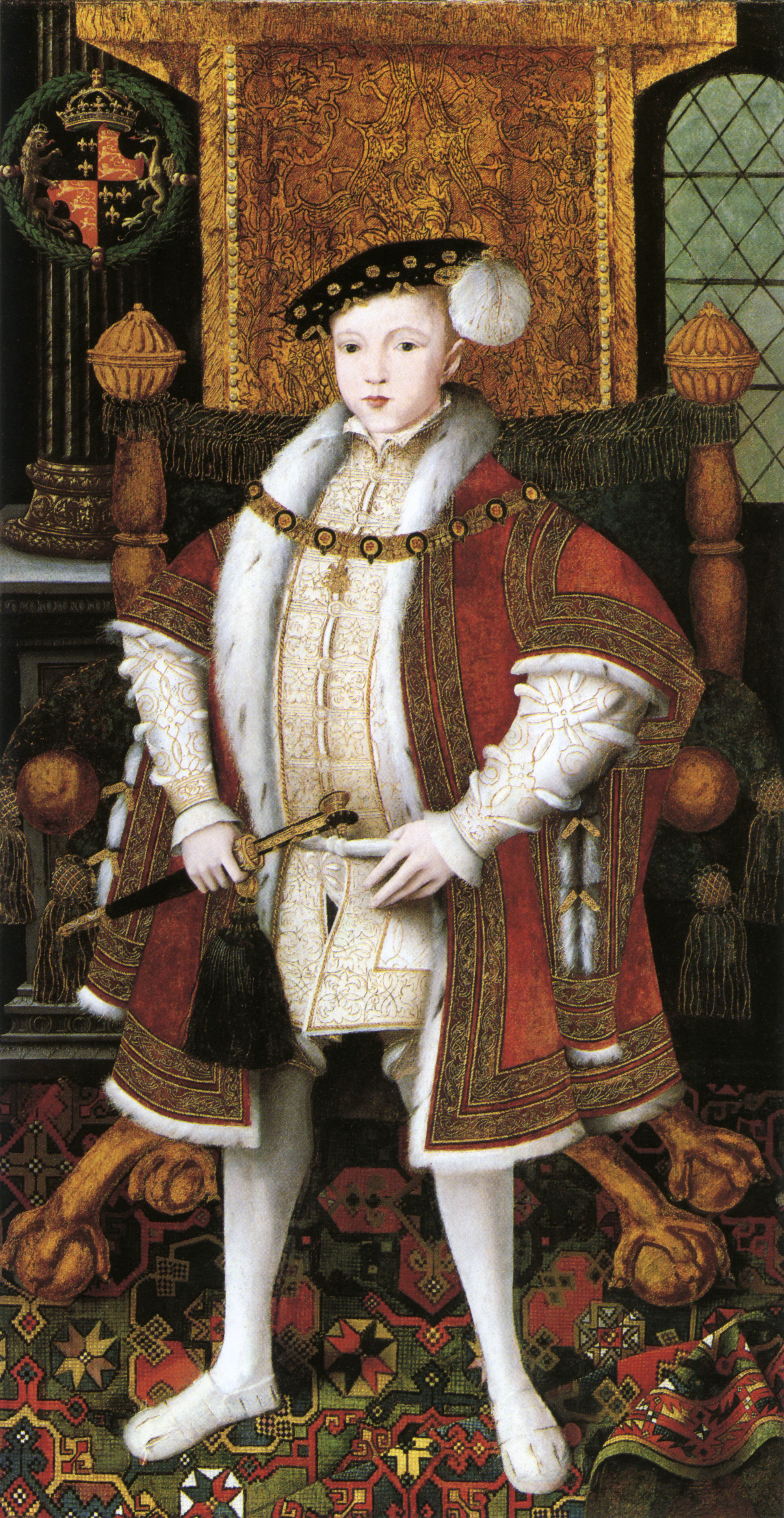
Eduardo VI de pie sobre una alfombra Holbein, c.1547.
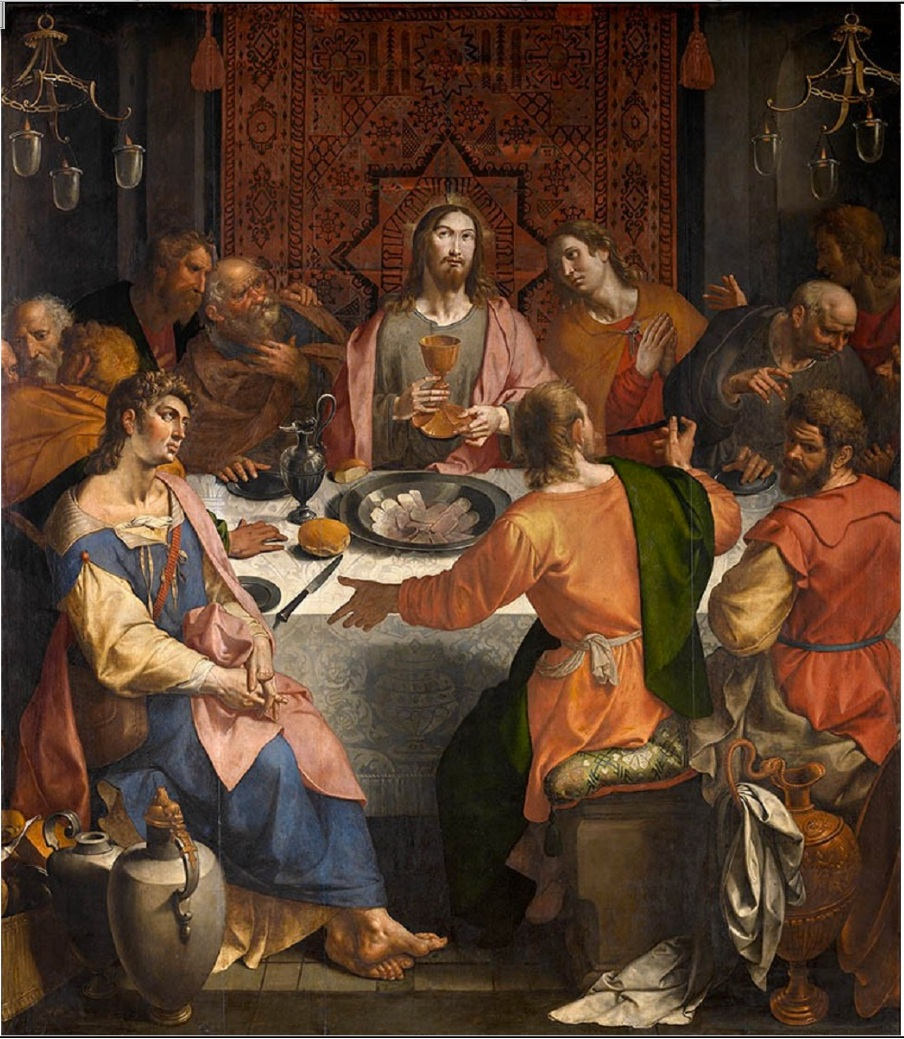
Ambrosius Francken (I) - La Última Cena, del siglo XVI, Museo Real de Bellas Artes de Amberes, con una alfombra mameluca egipcia-
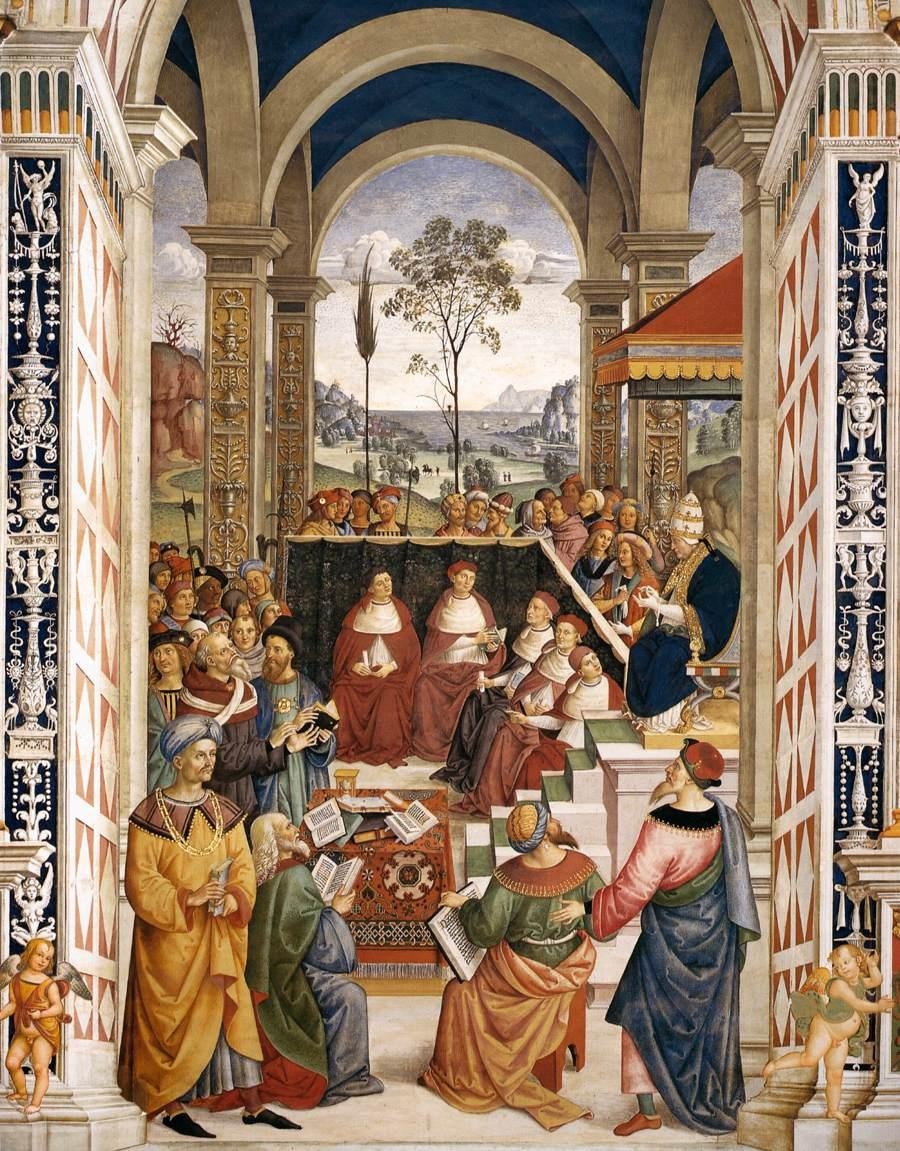
Pinturicchio, Pio II convoca una Dieta de Príncipes en Mantua para proclamar una nueva cruzada en 1459. Fresco en la catedral de Siena, Piccolomini Library, 1502–1509.